# Skotská hra
Skotská hra (ECO C44-C45) je šachové zahájení otevřených her. Je charakterizováno tahy
1. e4 e5 2. Jf3 Jc6 3. d4

## Historie
Zahájení bylo pojmenováno podle korespondenční partie Edinburgh – Londýn 1824–6. Skotští šachisté hráli černými kameny.. Zahájení se objevovalo zřídka až do doby, kdy ho dvakrát použil tehdejší mistr světa Garri Kasparov v zápase o mistra světa s Anatolijem Karpovem, v roce 1990, kde s ním jednu partii remizoval a druhou vyhrál. Od té doby se zahájení stalo po Španělské hře druhou nejčastější odpovědí bílého v otevřených hrách a objevuje se i na nejvyšší úrovni, hrávají ho například Alexandr Morozevič a Tejmur Radžabov. Dnes se už používá velmi málo a je pro soupeře překvapením.

## Strategie
Nehraje-li bílý po 3… exd4 vzácně vyskytující se gambity, tak obsazuje centrum svým jezdcem 4. Jxd4 a rozvíjí se tak figurový boj. O tom, jaký ráz hra dostane rozhoduje černý, který nejčastěji volí mezi klidnější variantou 4… Sc5 a takticky bohatou 4… Jf6, ve které dochází i k pozicím s opačnými rošádami. Taktéž je často zahájení typické tím, že bílý mění jezdce Jxc6, a černý dobírá pěšcem a má tak horší pěšcovou formaci s dvojpěšcem na sloupci c. Tento nedostatek ale černý kompenzuje figurovou protihrou.

## Skotský gambit
1. e4 e5 2. Jf3 Jc6 3. d4 exd4 4. Sc4
- 4… Jf6 kdy hra přechází do Hry dvou jezdců v obraně
- 4… Sc5
  - 5. Jg5?! Jh6 6. Jxf7 Jxf7 7. Sxf7 Kxf7 8. Dh5+ g6 9. Dxc5 d6 s převahou černého
  - 5. 0-0 kde opět může černý přejít do Hry dvou jezdců v obraně po 5… Jf6 nebo může zvolit i 5… d6 6. c3 s kompenzací bílého za pěšce
  - 5. c3 volí bílý nejčastěji, po čemž udělá černý nejlépe, když po 5… Jf6 přejde do Italské hry.

## Göringův gambit
|   | a | b | c | d | e | f | g | h |   |
| 8 | a8 černý věž · c8 černý střelec · d8 černý dáma · e8 černý král · f8 černý střelec · g8 černý jezdec · h8 černý věž · a7 černý pěšec · b7 černý pěšec · c7 černý pěšec · d7 černý pěšec · f7 černý pěšec · g7 černý pěšec · h7 černý pěšec · c6 černý jezdec · d4 černý pěšec · e4 bílý pěšec · c3 bílý pěšec · f3 bílý jezdec · a2 bílý pěšec · b2 bílý pěšec · f2 bílý pěšec · g2 bílý pěšec · h2 bílý pěšec · a1 bílý věž · b1 bílý jezdec · c1 bílý střelec · d1 bílý dáma · e1 bílý král · f1 bílý střelec · h1 bílý věž | a8 černý věž · c8 černý střelec · d8 černý dáma · e8 černý král · f8 černý střelec · g8 černý jezdec · h8 černý věž · a7 černý pěšec · b7 černý pěšec · c7 černý pěšec · d7 černý pěšec · f7 černý pěšec · g7 černý pěšec · h7 černý pěšec · c6 černý jezdec · d4 černý pěšec · e4 bílý pěšec · c3 bílý pěšec · f3 bílý jezdec · a2 bílý pěšec · b2 bílý pěšec · f2 bílý pěšec · g2 bílý pěšec · h2 bílý pěšec · a1 bílý věž · b1 bílý jezdec · c1 bílý střelec · d1 bílý dáma · e1 bílý král · f1 bílý střelec · h1 bílý věž | a8 černý věž · c8 černý střelec · d8 černý dáma · e8 černý král · f8 černý střelec · g8 černý jezdec · h8 černý věž · a7 černý pěšec · b7 černý pěšec · c7 černý pěšec · d7 černý pěšec · f7 černý pěšec · g7 černý pěšec · h7 černý pěšec · c6 černý jezdec · d4 černý pěšec · e4 bílý pěšec · c3 bílý pěšec · f3 bílý jezdec · a2 bílý pěšec · b2 bílý pěšec · f2 bílý pěšec · g2 bílý pěšec · h2 bílý pěšec · a1 bílý věž · b1 bílý jezdec · c1 bílý střelec · d1 bílý dáma · e1 bílý král · f1 bílý střelec · h1 bílý věž | a8 černý věž · c8 černý střelec · d8 černý dáma · e8 černý král · f8 černý střelec · g8 černý jezdec · h8 černý věž · a7 černý pěšec · b7 černý pěšec · c7 černý pěšec · d7 černý pěšec · f7 černý pěšec · g7 černý pěšec · h7 černý pěšec · c6 černý jezdec · d4 černý pěšec · e4 bílý pěšec · c3 bílý pěšec · f3 bílý jezdec · a2 bílý pěšec · b2 bílý pěšec · f2 bílý pěšec · g2 bílý pěšec · h2 bílý pěšec · a1 bílý věž · b1 bílý jezdec · c1 bílý střelec · d1 bílý dáma · e1 bílý král · f1 bílý střelec · h1 bílý věž | a8 černý věž · c8 černý střelec · d8 černý dáma · e8 černý král · f8 černý střelec · g8 černý jezdec · h8 černý věž · a7 černý pěšec · b7 černý pěšec · c7 černý pěšec · d7 černý pěšec · f7 černý pěšec · g7 černý pěšec · h7 černý pěšec · c6 černý jezdec · d4 černý pěšec · e4 bílý pěšec · c3 bílý pěšec · f3 bílý jezdec · a2 bílý pěšec · b2 bílý pěšec · f2 bílý pěšec · g2 bílý pěšec · h2 bílý pěšec · a1 bílý věž · b1 bílý jezdec · c1 bílý střelec · d1 bílý dáma · e1 bílý král · f1 bílý střelec · h1 bílý věž | a8 černý věž · c8 černý střelec · d8 černý dáma · e8 černý král · f8 černý střelec · g8 černý jezdec · h8 černý věž · a7 černý pěšec · b7 černý pěšec · c7 černý pěšec · d7 černý pěšec · f7 černý pěšec · g7 černý pěšec · h7 černý pěšec · c6 černý jezdec · d4 černý pěšec · e4 bílý pěšec · c3 bílý pěšec · f3 bílý jezdec · a2 bílý pěšec · b2 bílý pěšec · f2 bílý pěšec · g2 bílý pěšec · h2 bílý pěšec · a1 bílý věž · b1 bílý jezdec · c1 bílý střelec · d1 bílý dáma · e1 bílý král · f1 bílý střelec · h1 bílý věž | a8 černý věž · c8 černý střelec · d8 černý dáma · e8 černý král · f8 černý střelec · g8 černý jezdec · h8 černý věž · a7 černý pěšec · b7 černý pěšec · c7 černý pěšec · d7 černý pěšec · f7 černý pěšec · g7 černý pěšec · h7 černý pěšec · c6 černý jezdec · d4 černý pěšec · e4 bílý pěšec · c3 bílý pěšec · f3 bílý jezdec · a2 bílý pěšec · b2 bílý pěšec · f2 bílý pěšec · g2 bílý pěšec · h2 bílý pěšec · a1 bílý věž · b1 bílý jezdec · c1 bílý střelec · d1 bílý dáma · e1 bílý král · f1 bílý střelec · h1 bílý věž | a8 černý věž · c8 černý střelec · d8 černý dáma · e8 černý král · f8 černý střelec · g8 černý jezdec · h8 černý věž · a7 černý pěšec · b7 černý pěšec · c7 černý pěšec · d7 černý pěšec · f7 černý pěšec · g7 černý pěšec · h7 černý pěšec · c6 černý jezdec · d4 černý pěšec · e4 bílý pěšec · c3 bílý pěšec · f3 bílý jezdec · a2 bílý pěšec · b2 bílý pěšec · f2 bílý pěšec · g2 bílý pěšec · h2 bílý pěšec · a1 bílý věž · b1 bílý jezdec · c1 bílý střelec · d1 bílý dáma · e1 bílý král · f1 bílý střelec · h1 bílý věž | 8 |
| 7 | a8 černý věž · c8 černý střelec · d8 černý dáma · e8 černý král · f8 černý střelec · g8 černý jezdec · h8 černý věž · a7 černý pěšec · b7 černý pěšec · c7 černý pěšec · d7 černý pěšec · f7 černý pěšec · g7 černý pěšec · h7 černý pěšec · c6 černý jezdec · d4 černý pěšec · e4 bílý pěšec · c3 bílý pěšec · f3 bílý jezdec · a2 bílý pěšec · b2 bílý pěšec · f2 bílý pěšec · g2 bílý pěšec · h2 bílý pěšec · a1 bílý věž · b1 bílý jezdec · c1 bílý střelec · d1 bílý dáma · e1 bílý král · f1 bílý střelec · h1 bílý věž | a8 černý věž · c8 černý střelec · d8 černý dáma · e8 černý král · f8 černý střelec · g8 černý jezdec · h8 černý věž · a7 černý pěšec · b7 černý pěšec · c7 černý pěšec · d7 černý pěšec · f7 černý pěšec · g7 černý pěšec · h7 černý pěšec · c6 černý jezdec · d4 černý pěšec · e4 bílý pěšec · c3 bílý pěšec · f3 bílý jezdec · a2 bílý pěšec · b2 bílý pěšec · f2 bílý pěšec · g2 bílý pěšec · h2 bílý pěšec · a1 bílý věž · b1 bílý jezdec · c1 bílý střelec · d1 bílý dáma · e1 bílý král · f1 bílý střelec · h1 bílý věž | a8 černý věž · c8 černý střelec · d8 černý dáma · e8 černý král · f8 černý střelec · g8 černý jezdec · h8 černý věž · a7 černý pěšec · b7 černý pěšec · c7 černý pěšec · d7 černý pěšec · f7 černý pěšec · g7 černý pěšec · h7 černý pěšec · c6 černý jezdec · d4 černý pěšec · e4 bílý pěšec · c3 bílý pěšec · f3 bílý jezdec · a2 bílý pěšec · b2 bílý pěšec · f2 bílý pěšec · g2 bílý pěšec · h2 bílý pěšec · a1 bílý věž · b1 bílý jezdec · c1 bílý střelec · d1 bílý dáma · e1 bílý král · f1 bílý střelec · h1 bílý věž | a8 černý věž · c8 černý střelec · d8 černý dáma · e8 černý král · f8 černý střelec · g8 černý jezdec · h8 černý věž · a7 černý pěšec · b7 černý pěšec · c7 černý pěšec · d7 černý pěšec · f7 černý pěšec · g7 černý pěšec · h7 černý pěšec · c6 černý jezdec · d4 černý pěšec · e4 bílý pěšec · c3 bílý pěšec · f3 bílý jezdec · a2 bílý pěšec · b2 bílý pěšec · f2 bílý pěšec · g2 bílý pěšec · h2 bílý pěšec · a1 bílý věž · b1 bílý jezdec · c1 bílý střelec · d1 bílý dáma · e1 bílý král · f1 bílý střelec · h1 bílý věž | a8 černý věž · c8 černý střelec · d8 černý dáma · e8 černý král · f8 černý střelec · g8 černý jezdec · h8 černý věž · a7 černý pěšec · b7 černý pěšec · c7 černý pěšec · d7 černý pěšec · f7 černý pěšec · g7 černý pěšec · h7 černý pěšec · c6 černý jezdec · d4 černý pěšec · e4 bílý pěšec · c3 bílý pěšec · f3 bílý jezdec · a2 bílý pěšec · b2 bílý pěšec · f2 bílý pěšec · g2 bílý pěšec · h2 bílý pěšec · a1 bílý věž · b1 bílý jezdec · c1 bílý střelec · d1 bílý dáma · e1 bílý král · f1 bílý střelec · h1 bílý věž | a8 černý věž · c8 černý střelec · d8 černý dáma · e8 černý král · f8 černý střelec · g8 černý jezdec · h8 černý věž · a7 černý pěšec · b7 černý pěšec · c7 černý pěšec · d7 černý pěšec · f7 černý pěšec · g7 černý pěšec · h7 černý pěšec · c6 černý jezdec · d4 černý pěšec · e4 bílý pěšec · c3 bílý pěšec · f3 bílý jezdec · a2 bílý pěšec · b2 bílý pěšec · f2 bílý pěšec · g2 bílý pěšec · h2 bílý pěšec · a1 bílý věž · b1 bílý jezdec · c1 bílý střelec · d1 bílý dáma · e1 bílý král · f1 bílý střelec · h1 bílý věž | a8 černý věž · c8 černý střelec · d8 černý dáma · e8 černý král · f8 černý střelec · g8 černý jezdec · h8 černý věž · a7 černý pěšec · b7 černý pěšec · c7 černý pěšec · d7 černý pěšec · f7 černý pěšec · g7 černý pěšec · h7 černý pěšec · c6 černý jezdec · d4 černý pěšec · e4 bílý pěšec · c3 bílý pěšec · f3 bílý jezdec · a2 bílý pěšec · b2 bílý pěšec · f2 bílý pěšec · g2 bílý pěšec · h2 bílý pěšec · a1 bílý věž · b1 bílý jezdec · c1 bílý střelec · d1 bílý dáma · e1 bílý král · f1 bílý střelec · h1 bílý věž | a8 černý věž · c8 černý střelec · d8 černý dáma · e8 černý král · f8 černý střelec · g8 černý jezdec · h8 černý věž · a7 černý pěšec · b7 černý pěšec · c7 černý pěšec · d7 černý pěšec · f7 černý pěšec · g7 černý pěšec · h7 černý pěšec · c6 černý jezdec · d4 černý pěšec · e4 bílý pěšec · c3 bílý pěšec · f3 bílý jezdec · a2 bílý pěšec · b2 bílý pěšec · f2 bílý pěšec · g2 bílý pěšec · h2 bílý pěšec · a1 bílý věž · b1 bílý jezdec · c1 bílý střelec · d1 bílý dáma · e1 bílý král · f1 bílý střelec · h1 bílý věž | 7 |
| 6 | a8 černý věž · c8 černý střelec · d8 černý dáma · e8 černý král · f8 černý střelec · g8 černý jezdec · h8 černý věž · a7 černý pěšec · b7 černý pěšec · c7 černý pěšec · d7 černý pěšec · f7 černý pěšec · g7 černý pěšec · h7 černý pěšec · c6 černý jezdec · d4 černý pěšec · e4 bílý pěšec · c3 bílý pěšec · f3 bílý jezdec · a2 bílý pěšec · b2 bílý pěšec · f2 bílý pěšec · g2 bílý pěšec · h2 bílý pěšec · a1 bílý věž · b1 bílý jezdec · c1 bílý střelec · d1 bílý dáma · e1 bílý král · f1 bílý střelec · h1 bílý věž | a8 černý věž · c8 černý střelec · d8 černý dáma · e8 černý král · f8 černý střelec · g8 černý jezdec · h8 černý věž · a7 černý pěšec · b7 černý pěšec · c7 černý pěšec · d7 černý pěšec · f7 černý pěšec · g7 černý pěšec · h7 černý pěšec · c6 černý jezdec · d4 černý pěšec · e4 bílý pěšec · c3 bílý pěšec · f3 bílý jezdec · a2 bílý pěšec · b2 bílý pěšec · f2 bílý pěšec · g2 bílý pěšec · h2 bílý pěšec · a1 bílý věž · b1 bílý jezdec · c1 bílý střelec · d1 bílý dáma · e1 bílý král · f1 bílý střelec · h1 bílý věž | a8 černý věž · c8 černý střelec · d8 černý dáma · e8 černý král · f8 černý střelec · g8 černý jezdec · h8 černý věž · a7 černý pěšec · b7 černý pěšec · c7 černý pěšec · d7 černý pěšec · f7 černý pěšec · g7 černý pěšec · h7 černý pěšec · c6 černý jezdec · d4 černý pěšec · e4 bílý pěšec · c3 bílý pěšec · f3 bílý jezdec · a2 bílý pěšec · b2 bílý pěšec · f2 bílý pěšec · g2 bílý pěšec · h2 bílý pěšec · a1 bílý věž · b1 bílý jezdec · c1 bílý střelec · d1 bílý dáma · e1 bílý král · f1 bílý střelec · h1 bílý věž | a8 černý věž · c8 černý střelec · d8 černý dáma · e8 černý král · f8 černý střelec · g8 černý jezdec · h8 černý věž · a7 černý pěšec · b7 černý pěšec · c7 černý pěšec · d7 černý pěšec · f7 černý pěšec · g7 černý pěšec · h7 černý pěšec · c6 černý jezdec · d4 černý pěšec · e4 bílý pěšec · c3 bílý pěšec · f3 bílý jezdec · a2 bílý pěšec · b2 bílý pěšec · f2 bílý pěšec · g2 bílý pěšec · h2 bílý pěšec · a1 bílý věž · b1 bílý jezdec · c1 bílý střelec · d1 bílý dáma · e1 bílý král · f1 bílý střelec · h1 bílý věž | a8 černý věž · c8 černý střelec · d8 černý dáma · e8 černý král · f8 černý střelec · g8 černý jezdec · h8 černý věž · a7 černý pěšec · b7 černý pěšec · c7 černý pěšec · d7 černý pěšec · f7 černý pěšec · g7 černý pěšec · h7 černý pěšec · c6 černý jezdec · d4 černý pěšec · e4 bílý pěšec · c3 bílý pěšec · f3 bílý jezdec · a2 bílý pěšec · b2 bílý pěšec · f2 bílý pěšec · g2 bílý pěšec · h2 bílý pěšec · a1 bílý věž · b1 bílý jezdec · c1 bílý střelec · d1 bílý dáma · e1 bílý král · f1 bílý střelec · h1 bílý věž | a8 černý věž · c8 černý střelec · d8 černý dáma · e8 černý král · f8 černý střelec · g8 černý jezdec · h8 černý věž · a7 černý pěšec · b7 černý pěšec · c7 černý pěšec · d7 černý pěšec · f7 černý pěšec · g7 černý pěšec · h7 černý pěšec · c6 černý jezdec · d4 černý pěšec · e4 bílý pěšec · c3 bílý pěšec · f3 bílý jezdec · a2 bílý pěšec · b2 bílý pěšec · f2 bílý pěšec · g2 bílý pěšec · h2 bílý pěšec · a1 bílý věž · b1 bílý jezdec · c1 bílý střelec · d1 bílý dáma · e1 bílý král · f1 bílý střelec · h1 bílý věž | a8 černý věž · c8 černý střelec · d8 černý dáma · e8 černý král · f8 černý střelec · g8 černý jezdec · h8 černý věž · a7 černý pěšec · b7 černý pěšec · c7 černý pěšec · d7 černý pěšec · f7 černý pěšec · g7 černý pěšec · h7 černý pěšec · c6 černý jezdec · d4 černý pěšec · e4 bílý pěšec · c3 bílý pěšec · f3 bílý jezdec · a2 bílý pěšec · b2 bílý pěšec · f2 bílý pěšec · g2 bílý pěšec · h2 bílý pěšec · a1 bílý věž · b1 bílý jezdec · c1 bílý střelec · d1 bílý dáma · e1 bílý král · f1 bílý střelec · h1 bílý věž | a8 černý věž · c8 černý střelec · d8 černý dáma · e8 černý král · f8 černý střelec · g8 černý jezdec · h8 černý věž · a7 černý pěšec · b7 černý pěšec · c7 černý pěšec · d7 černý pěšec · f7 černý pěšec · g7 černý pěšec · h7 černý pěšec · c6 černý jezdec · d4 černý pěšec · e4 bílý pěšec · c3 bílý pěšec · f3 bílý jezdec · a2 bílý pěšec · b2 bílý pěšec · f2 bílý pěšec · g2 bílý pěšec · h2 bílý pěšec · a1 bílý věž · b1 bílý jezdec · c1 bílý střelec · d1 bílý dáma · e1 bílý král · f1 bílý střelec · h1 bílý věž | 6 |
| 5 | a8 černý věž · c8 černý střelec · d8 černý dáma · e8 černý král · f8 černý střelec · g8 černý jezdec · h8 černý věž · a7 černý pěšec · b7 černý pěšec · c7 černý pěšec · d7 černý pěšec · f7 černý pěšec · g7 černý pěšec · h7 černý pěšec · c6 černý jezdec · d4 černý pěšec · e4 bílý pěšec · c3 bílý pěšec · f3 bílý jezdec · a2 bílý pěšec · b2 bílý pěšec · f2 bílý pěšec · g2 bílý pěšec · h2 bílý pěšec · a1 bílý věž · b1 bílý jezdec · c1 bílý střelec · d1 bílý dáma · e1 bílý král · f1 bílý střelec · h1 bílý věž | a8 černý věž · c8 černý střelec · d8 černý dáma · e8 černý král · f8 černý střelec · g8 černý jezdec · h8 černý věž · a7 černý pěšec · b7 černý pěšec · c7 černý pěšec · d7 černý pěšec · f7 černý pěšec · g7 černý pěšec · h7 černý pěšec · c6 černý jezdec · d4 černý pěšec · e4 bílý pěšec · c3 bílý pěšec · f3 bílý jezdec · a2 bílý pěšec · b2 bílý pěšec · f2 bílý pěšec · g2 bílý pěšec · h2 bílý pěšec · a1 bílý věž · b1 bílý jezdec · c1 bílý střelec · d1 bílý dáma · e1 bílý král · f1 bílý střelec · h1 bílý věž | a8 černý věž · c8 černý střelec · d8 černý dáma · e8 černý král · f8 černý střelec · g8 černý jezdec · h8 černý věž · a7 černý pěšec · b7 černý pěšec · c7 černý pěšec · d7 černý pěšec · f7 černý pěšec · g7 černý pěšec · h7 černý pěšec · c6 černý jezdec · d4 černý pěšec · e4 bílý pěšec · c3 bílý pěšec · f3 bílý jezdec · a2 bílý pěšec · b2 bílý pěšec · f2 bílý pěšec · g2 bílý pěšec · h2 bílý pěšec · a1 bílý věž · b1 bílý jezdec · c1 bílý střelec · d1 bílý dáma · e1 bílý král · f1 bílý střelec · h1 bílý věž | a8 černý věž · c8 černý střelec · d8 černý dáma · e8 černý král · f8 černý střelec · g8 černý jezdec · h8 černý věž · a7 černý pěšec · b7 černý pěšec · c7 černý pěšec · d7 černý pěšec · f7 černý pěšec · g7 černý pěšec · h7 černý pěšec · c6 černý jezdec · d4 černý pěšec · e4 bílý pěšec · c3 bílý pěšec · f3 bílý jezdec · a2 bílý pěšec · b2 bílý pěšec · f2 bílý pěšec · g2 bílý pěšec · h2 bílý pěšec · a1 bílý věž · b1 bílý jezdec · c1 bílý střelec · d1 bílý dáma · e1 bílý král · f1 bílý střelec · h1 bílý věž | a8 černý věž · c8 černý střelec · d8 černý dáma · e8 černý král · f8 černý střelec · g8 černý jezdec · h8 černý věž · a7 černý pěšec · b7 černý pěšec · c7 černý pěšec · d7 černý pěšec · f7 černý pěšec · g7 černý pěšec · h7 černý pěšec · c6 černý jezdec · d4 černý pěšec · e4 bílý pěšec · c3 bílý pěšec · f3 bílý jezdec · a2 bílý pěšec · b2 bílý pěšec · f2 bílý pěšec · g2 bílý pěšec · h2 bílý pěšec · a1 bílý věž · b1 bílý jezdec · c1 bílý střelec · d1 bílý dáma · e1 bílý král · f1 bílý střelec · h1 bílý věž | a8 černý věž · c8 černý střelec · d8 černý dáma · e8 černý král · f8 černý střelec · g8 černý jezdec · h8 černý věž · a7 černý pěšec · b7 černý pěšec · c7 černý pěšec · d7 černý pěšec · f7 černý pěšec · g7 černý pěšec · h7 černý pěšec · c6 černý jezdec · d4 černý pěšec · e4 bílý pěšec · c3 bílý pěšec · f3 bílý jezdec · a2 bílý pěšec · b2 bílý pěšec · f2 bílý pěšec · g2 bílý pěšec · h2 bílý pěšec · a1 bílý věž · b1 bílý jezdec · c1 bílý střelec · d1 bílý dáma · e1 bílý král · f1 bílý střelec · h1 bílý věž | a8 černý věž · c8 černý střelec · d8 černý dáma · e8 černý král · f8 černý střelec · g8 černý jezdec · h8 černý věž · a7 černý pěšec · b7 černý pěšec · c7 černý pěšec · d7 černý pěšec · f7 černý pěšec · g7 černý pěšec · h7 černý pěšec · c6 černý jezdec · d4 černý pěšec · e4 bílý pěšec · c3 bílý pěšec · f3 bílý jezdec · a2 bílý pěšec · b2 bílý pěšec · f2 bílý pěšec · g2 bílý pěšec · h2 bílý pěšec · a1 bílý věž · b1 bílý jezdec · c1 bílý střelec · d1 bílý dáma · e1 bílý král · f1 bílý střelec · h1 bílý věž | a8 černý věž · c8 černý střelec · d8 černý dáma · e8 černý král · f8 černý střelec · g8 černý jezdec · h8 černý věž · a7 černý pěšec · b7 černý pěšec · c7 černý pěšec · d7 černý pěšec · f7 černý pěšec · g7 černý pěšec · h7 černý pěšec · c6 černý jezdec · d4 černý pěšec · e4 bílý pěšec · c3 bílý pěšec · f3 bílý jezdec · a2 bílý pěšec · b2 bílý pěšec · f2 bílý pěšec · g2 bílý pěšec · h2 bílý pěšec · a1 bílý věž · b1 bílý jezdec · c1 bílý střelec · d1 bílý dáma · e1 bílý král · f1 bílý střelec · h1 bílý věž | 5 |
| 4 | a8 černý věž · c8 černý střelec · d8 černý dáma · e8 černý král · f8 černý střelec · g8 černý jezdec · h8 černý věž · a7 černý pěšec · b7 černý pěšec · c7 černý pěšec · d7 černý pěšec · f7 černý pěšec · g7 černý pěšec · h7 černý pěšec · c6 černý jezdec · d4 černý pěšec · e4 bílý pěšec · c3 bílý pěšec · f3 bílý jezdec · a2 bílý pěšec · b2 bílý pěšec · f2 bílý pěšec · g2 bílý pěšec · h2 bílý pěšec · a1 bílý věž · b1 bílý jezdec · c1 bílý střelec · d1 bílý dáma · e1 bílý král · f1 bílý střelec · h1 bílý věž | a8 černý věž · c8 černý střelec · d8 černý dáma · e8 černý král · f8 černý střelec · g8 černý jezdec · h8 černý věž · a7 černý pěšec · b7 černý pěšec · c7 černý pěšec · d7 černý pěšec · f7 černý pěšec · g7 černý pěšec · h7 černý pěšec · c6 černý jezdec · d4 černý pěšec · e4 bílý pěšec · c3 bílý pěšec · f3 bílý jezdec · a2 bílý pěšec · b2 bílý pěšec · f2 bílý pěšec · g2 bílý pěšec · h2 bílý pěšec · a1 bílý věž · b1 bílý jezdec · c1 bílý střelec · d1 bílý dáma · e1 bílý král · f1 bílý střelec · h1 bílý věž | a8 černý věž · c8 černý střelec · d8 černý dáma · e8 černý král · f8 černý střelec · g8 černý jezdec · h8 černý věž · a7 černý pěšec · b7 černý pěšec · c7 černý pěšec · d7 černý pěšec · f7 černý pěšec · g7 černý pěšec · h7 černý pěšec · c6 černý jezdec · d4 černý pěšec · e4 bílý pěšec · c3 bílý pěšec · f3 bílý jezdec · a2 bílý pěšec · b2 bílý pěšec · f2 bílý pěšec · g2 bílý pěšec · h2 bílý pěšec · a1 bílý věž · b1 bílý jezdec · c1 bílý střelec · d1 bílý dáma · e1 bílý král · f1 bílý střelec · h1 bílý věž | a8 černý věž · c8 černý střelec · d8 černý dáma · e8 černý král · f8 černý střelec · g8 černý jezdec · h8 černý věž · a7 černý pěšec · b7 černý pěšec · c7 černý pěšec · d7 černý pěšec · f7 černý pěšec · g7 černý pěšec · h7 černý pěšec · c6 černý jezdec · d4 černý pěšec · e4 bílý pěšec · c3 bílý pěšec · f3 bílý jezdec · a2 bílý pěšec · b2 bílý pěšec · f2 bílý pěšec · g2 bílý pěšec · h2 bílý pěšec · a1 bílý věž · b1 bílý jezdec · c1 bílý střelec · d1 bílý dáma · e1 bílý král · f1 bílý střelec · h1 bílý věž | a8 černý věž · c8 černý střelec · d8 černý dáma · e8 černý král · f8 černý střelec · g8 černý jezdec · h8 černý věž · a7 černý pěšec · b7 černý pěšec · c7 černý pěšec · d7 černý pěšec · f7 černý pěšec · g7 černý pěšec · h7 černý pěšec · c6 černý jezdec · d4 černý pěšec · e4 bílý pěšec · c3 bílý pěšec · f3 bílý jezdec · a2 bílý pěšec · b2 bílý pěšec · f2 bílý pěšec · g2 bílý pěšec · h2 bílý pěšec · a1 bílý věž · b1 bílý jezdec · c1 bílý střelec · d1 bílý dáma · e1 bílý král · f1 bílý střelec · h1 bílý věž | a8 černý věž · c8 černý střelec · d8 černý dáma · e8 černý král · f8 černý střelec · g8 černý jezdec · h8 černý věž · a7 černý pěšec · b7 černý pěšec · c7 černý pěšec · d7 černý pěšec · f7 černý pěšec · g7 černý pěšec · h7 černý pěšec · c6 černý jezdec · d4 černý pěšec · e4 bílý pěšec · c3 bílý pěšec · f3 bílý jezdec · a2 bílý pěšec · b2 bílý pěšec · f2 bílý pěšec · g2 bílý pěšec · h2 bílý pěšec · a1 bílý věž · b1 bílý jezdec · c1 bílý střelec · d1 bílý dáma · e1 bílý král · f1 bílý střelec · h1 bílý věž | a8 černý věž · c8 černý střelec · d8 černý dáma · e8 černý král · f8 černý střelec · g8 černý jezdec · h8 černý věž · a7 černý pěšec · b7 černý pěšec · c7 černý pěšec · d7 černý pěšec · f7 černý pěšec · g7 černý pěšec · h7 černý pěšec · c6 černý jezdec · d4 černý pěšec · e4 bílý pěšec · c3 bílý pěšec · f3 bílý jezdec · a2 bílý pěšec · b2 bílý pěšec · f2 bílý pěšec · g2 bílý pěšec · h2 bílý pěšec · a1 bílý věž · b1 bílý jezdec · c1 bílý střelec · d1 bílý dáma · e1 bílý král · f1 bílý střelec · h1 bílý věž | a8 černý věž · c8 černý střelec · d8 černý dáma · e8 černý král · f8 černý střelec · g8 černý jezdec · h8 černý věž · a7 černý pěšec · b7 černý pěšec · c7 černý pěšec · d7 černý pěšec · f7 černý pěšec · g7 černý pěšec · h7 černý pěšec · c6 černý jezdec · d4 černý pěšec · e4 bílý pěšec · c3 bílý pěšec · f3 bílý jezdec · a2 bílý pěšec · b2 bílý pěšec · f2 bílý pěšec · g2 bílý pěšec · h2 bílý pěšec · a1 bílý věž · b1 bílý jezdec · c1 bílý střelec · d1 bílý dáma · e1 bílý král · f1 bílý střelec · h1 bílý věž | 4 |
| 3 | a8 černý věž · c8 černý střelec · d8 černý dáma · e8 černý král · f8 černý střelec · g8 černý jezdec · h8 černý věž · a7 černý pěšec · b7 černý pěšec · c7 černý pěšec · d7 černý pěšec · f7 černý pěšec · g7 černý pěšec · h7 černý pěšec · c6 černý jezdec · d4 černý pěšec · e4 bílý pěšec · c3 bílý pěšec · f3 bílý jezdec · a2 bílý pěšec · b2 bílý pěšec · f2 bílý pěšec · g2 bílý pěšec · h2 bílý pěšec · a1 bílý věž · b1 bílý jezdec · c1 bílý střelec · d1 bílý dáma · e1 bílý král · f1 bílý střelec · h1 bílý věž | a8 černý věž · c8 černý střelec · d8 černý dáma · e8 černý král · f8 černý střelec · g8 černý jezdec · h8 černý věž · a7 černý pěšec · b7 černý pěšec · c7 černý pěšec · d7 černý pěšec · f7 černý pěšec · g7 černý pěšec · h7 černý pěšec · c6 černý jezdec · d4 černý pěšec · e4 bílý pěšec · c3 bílý pěšec · f3 bílý jezdec · a2 bílý pěšec · b2 bílý pěšec · f2 bílý pěšec · g2 bílý pěšec · h2 bílý pěšec · a1 bílý věž · b1 bílý jezdec · c1 bílý střelec · d1 bílý dáma · e1 bílý král · f1 bílý střelec · h1 bílý věž | a8 černý věž · c8 černý střelec · d8 černý dáma · e8 černý král · f8 černý střelec · g8 černý jezdec · h8 černý věž · a7 černý pěšec · b7 černý pěšec · c7 černý pěšec · d7 černý pěšec · f7 černý pěšec · g7 černý pěšec · h7 černý pěšec · c6 černý jezdec · d4 černý pěšec · e4 bílý pěšec · c3 bílý pěšec · f3 bílý jezdec · a2 bílý pěšec · b2 bílý pěšec · f2 bílý pěšec · g2 bílý pěšec · h2 bílý pěšec · a1 bílý věž · b1 bílý jezdec · c1 bílý střelec · d1 bílý dáma · e1 bílý král · f1 bílý střelec · h1 bílý věž | a8 černý věž · c8 černý střelec · d8 černý dáma · e8 černý král · f8 černý střelec · g8 černý jezdec · h8 černý věž · a7 černý pěšec · b7 černý pěšec · c7 černý pěšec · d7 černý pěšec · f7 černý pěšec · g7 černý pěšec · h7 černý pěšec · c6 černý jezdec · d4 černý pěšec · e4 bílý pěšec · c3 bílý pěšec · f3 bílý jezdec · a2 bílý pěšec · b2 bílý pěšec · f2 bílý pěšec · g2 bílý pěšec · h2 bílý pěšec · a1 bílý věž · b1 bílý jezdec · c1 bílý střelec · d1 bílý dáma · e1 bílý král · f1 bílý střelec · h1 bílý věž | a8 černý věž · c8 černý střelec · d8 černý dáma · e8 černý král · f8 černý střelec · g8 černý jezdec · h8 černý věž · a7 černý pěšec · b7 černý pěšec · c7 černý pěšec · d7 černý pěšec · f7 černý pěšec · g7 černý pěšec · h7 černý pěšec · c6 černý jezdec · d4 černý pěšec · e4 bílý pěšec · c3 bílý pěšec · f3 bílý jezdec · a2 bílý pěšec · b2 bílý pěšec · f2 bílý pěšec · g2 bílý pěšec · h2 bílý pěšec · a1 bílý věž · b1 bílý jezdec · c1 bílý střelec · d1 bílý dáma · e1 bílý král · f1 bílý střelec · h1 bílý věž | a8 černý věž · c8 černý střelec · d8 černý dáma · e8 černý král · f8 černý střelec · g8 černý jezdec · h8 černý věž · a7 černý pěšec · b7 černý pěšec · c7 černý pěšec · d7 černý pěšec · f7 černý pěšec · g7 černý pěšec · h7 černý pěšec · c6 černý jezdec · d4 černý pěšec · e4 bílý pěšec · c3 bílý pěšec · f3 bílý jezdec · a2 bílý pěšec · b2 bílý pěšec · f2 bílý pěšec · g2 bílý pěšec · h2 bílý pěšec · a1 bílý věž · b1 bílý jezdec · c1 bílý střelec · d1 bílý dáma · e1 bílý král · f1 bílý střelec · h1 bílý věž | a8 černý věž · c8 černý střelec · d8 černý dáma · e8 černý král · f8 černý střelec · g8 černý jezdec · h8 černý věž · a7 černý pěšec · b7 černý pěšec · c7 černý pěšec · d7 černý pěšec · f7 černý pěšec · g7 černý pěšec · h7 černý pěšec · c6 černý jezdec · d4 černý pěšec · e4 bílý pěšec · c3 bílý pěšec · f3 bílý jezdec · a2 bílý pěšec · b2 bílý pěšec · f2 bílý pěšec · g2 bílý pěšec · h2 bílý pěšec · a1 bílý věž · b1 bílý jezdec · c1 bílý střelec · d1 bílý dáma · e1 bílý král · f1 bílý střelec · h1 bílý věž | a8 černý věž · c8 černý střelec · d8 černý dáma · e8 černý král · f8 černý střelec · g8 černý jezdec · h8 černý věž · a7 černý pěšec · b7 černý pěšec · c7 černý pěšec · d7 černý pěšec · f7 černý pěšec · g7 černý pěšec · h7 černý pěšec · c6 černý jezdec · d4 černý pěšec · e4 bílý pěšec · c3 bílý pěšec · f3 bílý jezdec · a2 bílý pěšec · b2 bílý pěšec · f2 bílý pěšec · g2 bílý pěšec · h2 bílý pěšec · a1 bílý věž · b1 bílý jezdec · c1 bílý střelec · d1 bílý dáma · e1 bílý král · f1 bílý střelec · h1 bílý věž | 3 |
| 2 | a8 černý věž · c8 černý střelec · d8 černý dáma · e8 černý král · f8 černý střelec · g8 černý jezdec · h8 černý věž · a7 černý pěšec · b7 černý pěšec · c7 černý pěšec · d7 černý pěšec · f7 černý pěšec · g7 černý pěšec · h7 černý pěšec · c6 černý jezdec · d4 černý pěšec · e4 bílý pěšec · c3 bílý pěšec · f3 bílý jezdec · a2 bílý pěšec · b2 bílý pěšec · f2 bílý pěšec · g2 bílý pěšec · h2 bílý pěšec · a1 bílý věž · b1 bílý jezdec · c1 bílý střelec · d1 bílý dáma · e1 bílý král · f1 bílý střelec · h1 bílý věž | a8 černý věž · c8 černý střelec · d8 černý dáma · e8 černý král · f8 černý střelec · g8 černý jezdec · h8 černý věž · a7 černý pěšec · b7 černý pěšec · c7 černý pěšec · d7 černý pěšec · f7 černý pěšec · g7 černý pěšec · h7 černý pěšec · c6 černý jezdec · d4 černý pěšec · e4 bílý pěšec · c3 bílý pěšec · f3 bílý jezdec · a2 bílý pěšec · b2 bílý pěšec · f2 bílý pěšec · g2 bílý pěšec · h2 bílý pěšec · a1 bílý věž · b1 bílý jezdec · c1 bílý střelec · d1 bílý dáma · e1 bílý král · f1 bílý střelec · h1 bílý věž | a8 černý věž · c8 černý střelec · d8 černý dáma · e8 černý král · f8 černý střelec · g8 černý jezdec · h8 černý věž · a7 černý pěšec · b7 černý pěšec · c7 černý pěšec · d7 černý pěšec · f7 černý pěšec · g7 černý pěšec · h7 černý pěšec · c6 černý jezdec · d4 černý pěšec · e4 bílý pěšec · c3 bílý pěšec · f3 bílý jezdec · a2 bílý pěšec · b2 bílý pěšec · f2 bílý pěšec · g2 bílý pěšec · h2 bílý pěšec · a1 bílý věž · b1 bílý jezdec · c1 bílý střelec · d1 bílý dáma · e1 bílý král · f1 bílý střelec · h1 bílý věž | a8 černý věž · c8 černý střelec · d8 černý dáma · e8 černý král · f8 černý střelec · g8 černý jezdec · h8 černý věž · a7 černý pěšec · b7 černý pěšec · c7 černý pěšec · d7 černý pěšec · f7 černý pěšec · g7 černý pěšec · h7 černý pěšec · c6 černý jezdec · d4 černý pěšec · e4 bílý pěšec · c3 bílý pěšec · f3 bílý jezdec · a2 bílý pěšec · b2 bílý pěšec · f2 bílý pěšec · g2 bílý pěšec · h2 bílý pěšec · a1 bílý věž · b1 bílý jezdec · c1 bílý střelec · d1 bílý dáma · e1 bílý král · f1 bílý střelec · h1 bílý věž | a8 černý věž · c8 černý střelec · d8 černý dáma · e8 černý král · f8 černý střelec · g8 černý jezdec · h8 černý věž · a7 černý pěšec · b7 černý pěšec · c7 černý pěšec · d7 černý pěšec · f7 černý pěšec · g7 černý pěšec · h7 černý pěšec · c6 černý jezdec · d4 černý pěšec · e4 bílý pěšec · c3 bílý pěšec · f3 bílý jezdec · a2 bílý pěšec · b2 bílý pěšec · f2 bílý pěšec · g2 bílý pěšec · h2 bílý pěšec · a1 bílý věž · b1 bílý jezdec · c1 bílý střelec · d1 bílý dáma · e1 bílý král · f1 bílý střelec · h1 bílý věž | a8 černý věž · c8 černý střelec · d8 černý dáma · e8 černý král · f8 černý střelec · g8 černý jezdec · h8 černý věž · a7 černý pěšec · b7 černý pěšec · c7 černý pěšec · d7 černý pěšec · f7 černý pěšec · g7 černý pěšec · h7 černý pěšec · c6 černý jezdec · d4 černý pěšec · e4 bílý pěšec · c3 bílý pěšec · f3 bílý jezdec · a2 bílý pěšec · b2 bílý pěšec · f2 bílý pěšec · g2 bílý pěšec · h2 bílý pěšec · a1 bílý věž · b1 bílý jezdec · c1 bílý střelec · d1 bílý dáma · e1 bílý král · f1 bílý střelec · h1 bílý věž | a8 černý věž · c8 černý střelec · d8 černý dáma · e8 černý král · f8 černý střelec · g8 černý jezdec · h8 černý věž · a7 černý pěšec · b7 černý pěšec · c7 černý pěšec · d7 černý pěšec · f7 černý pěšec · g7 černý pěšec · h7 černý pěšec · c6 černý jezdec · d4 černý pěšec · e4 bílý pěšec · c3 bílý pěšec · f3 bílý jezdec · a2 bílý pěšec · b2 bílý pěšec · f2 bílý pěšec · g2 bílý pěšec · h2 bílý pěšec · a1 bílý věž · b1 bílý jezdec · c1 bílý střelec · d1 bílý dáma · e1 bílý král · f1 bílý střelec · h1 bílý věž | a8 černý věž · c8 černý střelec · d8 černý dáma · e8 černý král · f8 černý střelec · g8 černý jezdec · h8 černý věž · a7 černý pěšec · b7 černý pěšec · c7 černý pěšec · d7 černý pěšec · f7 černý pěšec · g7 černý pěšec · h7 černý pěšec · c6 černý jezdec · d4 černý pěšec · e4 bílý pěšec · c3 bílý pěšec · f3 bílý jezdec · a2 bílý pěšec · b2 bílý pěšec · f2 bílý pěšec · g2 bílý pěšec · h2 bílý pěšec · a1 bílý věž · b1 bílý jezdec · c1 bílý střelec · d1 bílý dáma · e1 bílý král · f1 bílý střelec · h1 bílý věž | 2 |
| 1 | a8 černý věž · c8 černý střelec · d8 černý dáma · e8 černý král · f8 černý střelec · g8 černý jezdec · h8 černý věž · a7 černý pěšec · b7 černý pěšec · c7 černý pěšec · d7 černý pěšec · f7 černý pěšec · g7 černý pěšec · h7 černý pěšec · c6 černý jezdec · d4 černý pěšec · e4 bílý pěšec · c3 bílý pěšec · f3 bílý jezdec · a2 bílý pěšec · b2 bílý pěšec · f2 bílý pěšec · g2 bílý pěšec · h2 bílý pěšec · a1 bílý věž · b1 bílý jezdec · c1 bílý střelec · d1 bílý dáma · e1 bílý král · f1 bílý střelec · h1 bílý věž | a8 černý věž · c8 černý střelec · d8 černý dáma · e8 černý král · f8 černý střelec · g8 černý jezdec · h8 černý věž · a7 černý pěšec · b7 černý pěšec · c7 černý pěšec · d7 černý pěšec · f7 černý pěšec · g7 černý pěšec · h7 černý pěšec · c6 černý jezdec · d4 černý pěšec · e4 bílý pěšec · c3 bílý pěšec · f3 bílý jezdec · a2 bílý pěšec · b2 bílý pěšec · f2 bílý pěšec · g2 bílý pěšec · h2 bílý pěšec · a1 bílý věž · b1 bílý jezdec · c1 bílý střelec · d1 bílý dáma · e1 bílý král · f1 bílý střelec · h1 bílý věž | a8 černý věž · c8 černý střelec · d8 černý dáma · e8 černý král · f8 černý střelec · g8 černý jezdec · h8 černý věž · a7 černý pěšec · b7 černý pěšec · c7 černý pěšec · d7 černý pěšec · f7 černý pěšec · g7 černý pěšec · h7 černý pěšec · c6 černý jezdec · d4 černý pěšec · e4 bílý pěšec · c3 bílý pěšec · f3 bílý jezdec · a2 bílý pěšec · b2 bílý pěšec · f2 bílý pěšec · g2 bílý pěšec · h2 bílý pěšec · a1 bílý věž · b1 bílý jezdec · c1 bílý střelec · d1 bílý dáma · e1 bílý král · f1 bílý střelec · h1 bílý věž | a8 černý věž · c8 černý střelec · d8 černý dáma · e8 černý král · f8 černý střelec · g8 černý jezdec · h8 černý věž · a7 černý pěšec · b7 černý pěšec · c7 černý pěšec · d7 černý pěšec · f7 černý pěšec · g7 černý pěšec · h7 černý pěšec · c6 černý jezdec · d4 černý pěšec · e4 bílý pěšec · c3 bílý pěšec · f3 bílý jezdec · a2 bílý pěšec · b2 bílý pěšec · f2 bílý pěšec · g2 bílý pěšec · h2 bílý pěšec · a1 bílý věž · b1 bílý jezdec · c1 bílý střelec · d1 bílý dáma · e1 bílý král · f1 bílý střelec · h1 bílý věž | a8 černý věž · c8 černý střelec · d8 černý dáma · e8 černý král · f8 černý střelec · g8 černý jezdec · h8 černý věž · a7 černý pěšec · b7 černý pěšec · c7 černý pěšec · d7 černý pěšec · f7 černý pěšec · g7 černý pěšec · h7 černý pěšec · c6 černý jezdec · d4 černý pěšec · e4 bílý pěšec · c3 bílý pěšec · f3 bílý jezdec · a2 bílý pěšec · b2 bílý pěšec · f2 bílý pěšec · g2 bílý pěšec · h2 bílý pěšec · a1 bílý věž · b1 bílý jezdec · c1 bílý střelec · d1 bílý dáma · e1 bílý král · f1 bílý střelec · h1 bílý věž | a8 černý věž · c8 černý střelec · d8 černý dáma · e8 černý král · f8 černý střelec · g8 černý jezdec · h8 černý věž · a7 černý pěšec · b7 černý pěšec · c7 černý pěšec · d7 černý pěšec · f7 černý pěšec · g7 černý pěšec · h7 černý pěšec · c6 černý jezdec · d4 černý pěšec · e4 bílý pěšec · c3 bílý pěšec · f3 bílý jezdec · a2 bílý pěšec · b2 bílý pěšec · f2 bílý pěšec · g2 bílý pěšec · h2 bílý pěšec · a1 bílý věž · b1 bílý jezdec · c1 bílý střelec · d1 bílý dáma · e1 bílý král · f1 bílý střelec · h1 bílý věž | a8 černý věž · c8 černý střelec · d8 černý dáma · e8 černý král · f8 černý střelec · g8 černý jezdec · h8 černý věž · a7 černý pěšec · b7 černý pěšec · c7 černý pěšec · d7 černý pěšec · f7 černý pěšec · g7 černý pěšec · h7 černý pěšec · c6 černý jezdec · d4 černý pěšec · e4 bílý pěšec · c3 bílý pěšec · f3 bílý jezdec · a2 bílý pěšec · b2 bílý pěšec · f2 bílý pěšec · g2 bílý pěšec · h2 bílý pěšec · a1 bílý věž · b1 bílý jezdec · c1 bílý střelec · d1 bílý dáma · e1 bílý král · f1 bílý střelec · h1 bílý věž | a8 černý věž · c8 černý střelec · d8 černý dáma · e8 černý král · f8 černý střelec · g8 černý jezdec · h8 černý věž · a7 černý pěšec · b7 černý pěšec · c7 černý pěšec · d7 černý pěšec · f7 černý pěšec · g7 černý pěšec · h7 černý pěšec · c6 černý jezdec · d4 černý pěšec · e4 bílý pěšec · c3 bílý pěšec · f3 bílý jezdec · a2 bílý pěšec · b2 bílý pěšec · f2 bílý pěšec · g2 bílý pěšec · h2 bílý pěšec · a1 bílý věž · b1 bílý jezdec · c1 bílý střelec · d1 bílý dáma · e1 bílý král · f1 bílý střelec · h1 bílý věž | 1 |
|   | a | b | c | d | e | f | g | h |   |

1. e4 e5 2. Jf3 Jc6 3. d4 exd4 4. c3

takticky bohatá pozice vznikne po přijetí gambitu
- 4… dxc3
  - 5. Jxc3 Sb4 kompenzací za pěšce nebo zvolit
  - 5. Sc4 kde už další braní pěšce by bylo pro černého nebezpečné a tak nejlépe udělá, když zahraje 5… d6 6. Jxc3 Jf6 7. Db3 Dd7 8. Jg5 Je5 9. Sb5 c6 10. f4 s ostrou hrou

černý ale může gambit i odmítnout a může si vybrat mezi
- 4… Jf6 5. e5 Jd5 6. cxd4
- 4… d5 protiúder v centru, po 5. exd5 Dxd5 6. cxd4 Sg4 7. Se2 (7. Jc3 Sb4! 8. Se2 -7.Se2) 7… Sb4+ 8. Jc3 Sxf3 9. Sxf3 Dc4 je hra v rovnováze.[2]

## Steinitzova varianta
1. e4 e5 2. Jf3 Jc6 3. d4 exd4 4. Jxd4 Dh4
odvážný tah, po kterém černý získá pěšce, ale vystavuje se útokům a zatoulává dámu. Bílý se může rozhodnout mezi
- 5. Jf3 Dxe4+ 6. Se2 s kompenzací
- 5. Jb5 na což může černý zvolit 5… Sb4 (5… Sc5 6. De2) 6. Sd2 Dxe4+ (možné je i 6… Sc5 7.De2) 7. Se2 Kd8 8. 0-0 s výbornou kompenzací za pěšce
- 5. Jc3 Sb4 6. Se2 Sxc3+ (6… Dxe4 7. Jdb5 Sxc3+ 8. bxc3 Kd8 9. 0-0 s převahou) 7. bxc3 Jf6 8. 0-0 s lepší pozicí bílého

## Varianta se Sb4+
1. e4 e5 2. Jf3 Jc6 3. d4 exd4 4. Jxd4 Sb4+
tímto mezitahem černý brání vývinu bílého jezdce na c3; po 5. c3 může černý ustoupit
- 5… Se7 6. Sc4 s aktivnější pozicí bílého
- 5… Sc5 a bílý si může vybrat mezi
  - 6. Se3 Sb6
  - 6. Jxc6 bxc6 7. Sd3 Je7 kde černý bojuje o vyrovnání

## Varianta Df6
1.e4 e5 2. Jf3 Jc6 3. d4 exd4 4. Jxd4 Df6
- 5. Jb3 Sb4+ 6. c3 Se7 nebo 5… Dg6 s protihrou
- 5. Jb5 Sc5 6. De2 Sb6 7. J1c3 Jge7 8. Se3 Sa5! 9. 0-0-0 a6! s protihrou
- 5. Se3 Sc5 přechází do varianty 4… Sc5
- 5. Jxc6 dxc6 6. Sd3 pozice bílého je perspektivnější; černý ale může zvolit 5… Sc5 s přechodem do varianty 4… Sc5

## Varianta Sc5
|   | a | b | c | d | e | f | g | h |   |
| 8 | a8 černý věž · c8 černý střelec · d8 černý dáma · e8 černý král · g8 černý jezdec · h8 černý věž · a7 černý pěšec · b7 černý pěšec · c7 černý pěšec · d7 černý pěšec · f7 černý pěšec · g7 černý pěšec · h7 černý pěšec · c6 černý jezdec · c5 černý střelec · d4 bílý jezdec · e4 bílý pěšec · a2 bílý pěšec · b2 bílý pěšec · c2 bílý pěšec · f2 bílý pěšec · g2 bílý pěšec · h2 bílý pěšec · a1 bílý věž · b1 bílý jezdec · c1 bílý střelec · d1 bílý dáma · e1 bílý král · f1 bílý střelec · h1 bílý věž | a8 černý věž · c8 černý střelec · d8 černý dáma · e8 černý král · g8 černý jezdec · h8 černý věž · a7 černý pěšec · b7 černý pěšec · c7 černý pěšec · d7 černý pěšec · f7 černý pěšec · g7 černý pěšec · h7 černý pěšec · c6 černý jezdec · c5 černý střelec · d4 bílý jezdec · e4 bílý pěšec · a2 bílý pěšec · b2 bílý pěšec · c2 bílý pěšec · f2 bílý pěšec · g2 bílý pěšec · h2 bílý pěšec · a1 bílý věž · b1 bílý jezdec · c1 bílý střelec · d1 bílý dáma · e1 bílý král · f1 bílý střelec · h1 bílý věž | a8 černý věž · c8 černý střelec · d8 černý dáma · e8 černý král · g8 černý jezdec · h8 černý věž · a7 černý pěšec · b7 černý pěšec · c7 černý pěšec · d7 černý pěšec · f7 černý pěšec · g7 černý pěšec · h7 černý pěšec · c6 černý jezdec · c5 černý střelec · d4 bílý jezdec · e4 bílý pěšec · a2 bílý pěšec · b2 bílý pěšec · c2 bílý pěšec · f2 bílý pěšec · g2 bílý pěšec · h2 bílý pěšec · a1 bílý věž · b1 bílý jezdec · c1 bílý střelec · d1 bílý dáma · e1 bílý král · f1 bílý střelec · h1 bílý věž | a8 černý věž · c8 černý střelec · d8 černý dáma · e8 černý král · g8 černý jezdec · h8 černý věž · a7 černý pěšec · b7 černý pěšec · c7 černý pěšec · d7 černý pěšec · f7 černý pěšec · g7 černý pěšec · h7 černý pěšec · c6 černý jezdec · c5 černý střelec · d4 bílý jezdec · e4 bílý pěšec · a2 bílý pěšec · b2 bílý pěšec · c2 bílý pěšec · f2 bílý pěšec · g2 bílý pěšec · h2 bílý pěšec · a1 bílý věž · b1 bílý jezdec · c1 bílý střelec · d1 bílý dáma · e1 bílý král · f1 bílý střelec · h1 bílý věž | a8 černý věž · c8 černý střelec · d8 černý dáma · e8 černý král · g8 černý jezdec · h8 černý věž · a7 černý pěšec · b7 černý pěšec · c7 černý pěšec · d7 černý pěšec · f7 černý pěšec · g7 černý pěšec · h7 černý pěšec · c6 černý jezdec · c5 černý střelec · d4 bílý jezdec · e4 bílý pěšec · a2 bílý pěšec · b2 bílý pěšec · c2 bílý pěšec · f2 bílý pěšec · g2 bílý pěšec · h2 bílý pěšec · a1 bílý věž · b1 bílý jezdec · c1 bílý střelec · d1 bílý dáma · e1 bílý král · f1 bílý střelec · h1 bílý věž | a8 černý věž · c8 černý střelec · d8 černý dáma · e8 černý král · g8 černý jezdec · h8 černý věž · a7 černý pěšec · b7 černý pěšec · c7 černý pěšec · d7 černý pěšec · f7 černý pěšec · g7 černý pěšec · h7 černý pěšec · c6 černý jezdec · c5 černý střelec · d4 bílý jezdec · e4 bílý pěšec · a2 bílý pěšec · b2 bílý pěšec · c2 bílý pěšec · f2 bílý pěšec · g2 bílý pěšec · h2 bílý pěšec · a1 bílý věž · b1 bílý jezdec · c1 bílý střelec · d1 bílý dáma · e1 bílý král · f1 bílý střelec · h1 bílý věž | a8 černý věž · c8 černý střelec · d8 černý dáma · e8 černý král · g8 černý jezdec · h8 černý věž · a7 černý pěšec · b7 černý pěšec · c7 černý pěšec · d7 černý pěšec · f7 černý pěšec · g7 černý pěšec · h7 černý pěšec · c6 černý jezdec · c5 černý střelec · d4 bílý jezdec · e4 bílý pěšec · a2 bílý pěšec · b2 bílý pěšec · c2 bílý pěšec · f2 bílý pěšec · g2 bílý pěšec · h2 bílý pěšec · a1 bílý věž · b1 bílý jezdec · c1 bílý střelec · d1 bílý dáma · e1 bílý král · f1 bílý střelec · h1 bílý věž | a8 černý věž · c8 černý střelec · d8 černý dáma · e8 černý král · g8 černý jezdec · h8 černý věž · a7 černý pěšec · b7 černý pěšec · c7 černý pěšec · d7 černý pěšec · f7 černý pěšec · g7 černý pěšec · h7 černý pěšec · c6 černý jezdec · c5 černý střelec · d4 bílý jezdec · e4 bílý pěšec · a2 bílý pěšec · b2 bílý pěšec · c2 bílý pěšec · f2 bílý pěšec · g2 bílý pěšec · h2 bílý pěšec · a1 bílý věž · b1 bílý jezdec · c1 bílý střelec · d1 bílý dáma · e1 bílý král · f1 bílý střelec · h1 bílý věž | 8 |
| 7 | a8 černý věž · c8 černý střelec · d8 černý dáma · e8 černý král · g8 černý jezdec · h8 černý věž · a7 černý pěšec · b7 černý pěšec · c7 černý pěšec · d7 černý pěšec · f7 černý pěšec · g7 černý pěšec · h7 černý pěšec · c6 černý jezdec · c5 černý střelec · d4 bílý jezdec · e4 bílý pěšec · a2 bílý pěšec · b2 bílý pěšec · c2 bílý pěšec · f2 bílý pěšec · g2 bílý pěšec · h2 bílý pěšec · a1 bílý věž · b1 bílý jezdec · c1 bílý střelec · d1 bílý dáma · e1 bílý král · f1 bílý střelec · h1 bílý věž | a8 černý věž · c8 černý střelec · d8 černý dáma · e8 černý král · g8 černý jezdec · h8 černý věž · a7 černý pěšec · b7 černý pěšec · c7 černý pěšec · d7 černý pěšec · f7 černý pěšec · g7 černý pěšec · h7 černý pěšec · c6 černý jezdec · c5 černý střelec · d4 bílý jezdec · e4 bílý pěšec · a2 bílý pěšec · b2 bílý pěšec · c2 bílý pěšec · f2 bílý pěšec · g2 bílý pěšec · h2 bílý pěšec · a1 bílý věž · b1 bílý jezdec · c1 bílý střelec · d1 bílý dáma · e1 bílý král · f1 bílý střelec · h1 bílý věž | a8 černý věž · c8 černý střelec · d8 černý dáma · e8 černý král · g8 černý jezdec · h8 černý věž · a7 černý pěšec · b7 černý pěšec · c7 černý pěšec · d7 černý pěšec · f7 černý pěšec · g7 černý pěšec · h7 černý pěšec · c6 černý jezdec · c5 černý střelec · d4 bílý jezdec · e4 bílý pěšec · a2 bílý pěšec · b2 bílý pěšec · c2 bílý pěšec · f2 bílý pěšec · g2 bílý pěšec · h2 bílý pěšec · a1 bílý věž · b1 bílý jezdec · c1 bílý střelec · d1 bílý dáma · e1 bílý král · f1 bílý střelec · h1 bílý věž | a8 černý věž · c8 černý střelec · d8 černý dáma · e8 černý král · g8 černý jezdec · h8 černý věž · a7 černý pěšec · b7 černý pěšec · c7 černý pěšec · d7 černý pěšec · f7 černý pěšec · g7 černý pěšec · h7 černý pěšec · c6 černý jezdec · c5 černý střelec · d4 bílý jezdec · e4 bílý pěšec · a2 bílý pěšec · b2 bílý pěšec · c2 bílý pěšec · f2 bílý pěšec · g2 bílý pěšec · h2 bílý pěšec · a1 bílý věž · b1 bílý jezdec · c1 bílý střelec · d1 bílý dáma · e1 bílý král · f1 bílý střelec · h1 bílý věž | a8 černý věž · c8 černý střelec · d8 černý dáma · e8 černý král · g8 černý jezdec · h8 černý věž · a7 černý pěšec · b7 černý pěšec · c7 černý pěšec · d7 černý pěšec · f7 černý pěšec · g7 černý pěšec · h7 černý pěšec · c6 černý jezdec · c5 černý střelec · d4 bílý jezdec · e4 bílý pěšec · a2 bílý pěšec · b2 bílý pěšec · c2 bílý pěšec · f2 bílý pěšec · g2 bílý pěšec · h2 bílý pěšec · a1 bílý věž · b1 bílý jezdec · c1 bílý střelec · d1 bílý dáma · e1 bílý král · f1 bílý střelec · h1 bílý věž | a8 černý věž · c8 černý střelec · d8 černý dáma · e8 černý král · g8 černý jezdec · h8 černý věž · a7 černý pěšec · b7 černý pěšec · c7 černý pěšec · d7 černý pěšec · f7 černý pěšec · g7 černý pěšec · h7 černý pěšec · c6 černý jezdec · c5 černý střelec · d4 bílý jezdec · e4 bílý pěšec · a2 bílý pěšec · b2 bílý pěšec · c2 bílý pěšec · f2 bílý pěšec · g2 bílý pěšec · h2 bílý pěšec · a1 bílý věž · b1 bílý jezdec · c1 bílý střelec · d1 bílý dáma · e1 bílý král · f1 bílý střelec · h1 bílý věž | a8 černý věž · c8 černý střelec · d8 černý dáma · e8 černý král · g8 černý jezdec · h8 černý věž · a7 černý pěšec · b7 černý pěšec · c7 černý pěšec · d7 černý pěšec · f7 černý pěšec · g7 černý pěšec · h7 černý pěšec · c6 černý jezdec · c5 černý střelec · d4 bílý jezdec · e4 bílý pěšec · a2 bílý pěšec · b2 bílý pěšec · c2 bílý pěšec · f2 bílý pěšec · g2 bílý pěšec · h2 bílý pěšec · a1 bílý věž · b1 bílý jezdec · c1 bílý střelec · d1 bílý dáma · e1 bílý král · f1 bílý střelec · h1 bílý věž | a8 černý věž · c8 černý střelec · d8 černý dáma · e8 černý král · g8 černý jezdec · h8 černý věž · a7 černý pěšec · b7 černý pěšec · c7 černý pěšec · d7 černý pěšec · f7 černý pěšec · g7 černý pěšec · h7 černý pěšec · c6 černý jezdec · c5 černý střelec · d4 bílý jezdec · e4 bílý pěšec · a2 bílý pěšec · b2 bílý pěšec · c2 bílý pěšec · f2 bílý pěšec · g2 bílý pěšec · h2 bílý pěšec · a1 bílý věž · b1 bílý jezdec · c1 bílý střelec · d1 bílý dáma · e1 bílý král · f1 bílý střelec · h1 bílý věž | 7 |
| 6 | a8 černý věž · c8 černý střelec · d8 černý dáma · e8 černý král · g8 černý jezdec · h8 černý věž · a7 černý pěšec · b7 černý pěšec · c7 černý pěšec · d7 černý pěšec · f7 černý pěšec · g7 černý pěšec · h7 černý pěšec · c6 černý jezdec · c5 černý střelec · d4 bílý jezdec · e4 bílý pěšec · a2 bílý pěšec · b2 bílý pěšec · c2 bílý pěšec · f2 bílý pěšec · g2 bílý pěšec · h2 bílý pěšec · a1 bílý věž · b1 bílý jezdec · c1 bílý střelec · d1 bílý dáma · e1 bílý král · f1 bílý střelec · h1 bílý věž | a8 černý věž · c8 černý střelec · d8 černý dáma · e8 černý král · g8 černý jezdec · h8 černý věž · a7 černý pěšec · b7 černý pěšec · c7 černý pěšec · d7 černý pěšec · f7 černý pěšec · g7 černý pěšec · h7 černý pěšec · c6 černý jezdec · c5 černý střelec · d4 bílý jezdec · e4 bílý pěšec · a2 bílý pěšec · b2 bílý pěšec · c2 bílý pěšec · f2 bílý pěšec · g2 bílý pěšec · h2 bílý pěšec · a1 bílý věž · b1 bílý jezdec · c1 bílý střelec · d1 bílý dáma · e1 bílý král · f1 bílý střelec · h1 bílý věž | a8 černý věž · c8 černý střelec · d8 černý dáma · e8 černý král · g8 černý jezdec · h8 černý věž · a7 černý pěšec · b7 černý pěšec · c7 černý pěšec · d7 černý pěšec · f7 černý pěšec · g7 černý pěšec · h7 černý pěšec · c6 černý jezdec · c5 černý střelec · d4 bílý jezdec · e4 bílý pěšec · a2 bílý pěšec · b2 bílý pěšec · c2 bílý pěšec · f2 bílý pěšec · g2 bílý pěšec · h2 bílý pěšec · a1 bílý věž · b1 bílý jezdec · c1 bílý střelec · d1 bílý dáma · e1 bílý král · f1 bílý střelec · h1 bílý věž | a8 černý věž · c8 černý střelec · d8 černý dáma · e8 černý král · g8 černý jezdec · h8 černý věž · a7 černý pěšec · b7 černý pěšec · c7 černý pěšec · d7 černý pěšec · f7 černý pěšec · g7 černý pěšec · h7 černý pěšec · c6 černý jezdec · c5 černý střelec · d4 bílý jezdec · e4 bílý pěšec · a2 bílý pěšec · b2 bílý pěšec · c2 bílý pěšec · f2 bílý pěšec · g2 bílý pěšec · h2 bílý pěšec · a1 bílý věž · b1 bílý jezdec · c1 bílý střelec · d1 bílý dáma · e1 bílý král · f1 bílý střelec · h1 bílý věž | a8 černý věž · c8 černý střelec · d8 černý dáma · e8 černý král · g8 černý jezdec · h8 černý věž · a7 černý pěšec · b7 černý pěšec · c7 černý pěšec · d7 černý pěšec · f7 černý pěšec · g7 černý pěšec · h7 černý pěšec · c6 černý jezdec · c5 černý střelec · d4 bílý jezdec · e4 bílý pěšec · a2 bílý pěšec · b2 bílý pěšec · c2 bílý pěšec · f2 bílý pěšec · g2 bílý pěšec · h2 bílý pěšec · a1 bílý věž · b1 bílý jezdec · c1 bílý střelec · d1 bílý dáma · e1 bílý král · f1 bílý střelec · h1 bílý věž | a8 černý věž · c8 černý střelec · d8 černý dáma · e8 černý král · g8 černý jezdec · h8 černý věž · a7 černý pěšec · b7 černý pěšec · c7 černý pěšec · d7 černý pěšec · f7 černý pěšec · g7 černý pěšec · h7 černý pěšec · c6 černý jezdec · c5 černý střelec · d4 bílý jezdec · e4 bílý pěšec · a2 bílý pěšec · b2 bílý pěšec · c2 bílý pěšec · f2 bílý pěšec · g2 bílý pěšec · h2 bílý pěšec · a1 bílý věž · b1 bílý jezdec · c1 bílý střelec · d1 bílý dáma · e1 bílý král · f1 bílý střelec · h1 bílý věž | a8 černý věž · c8 černý střelec · d8 černý dáma · e8 černý král · g8 černý jezdec · h8 černý věž · a7 černý pěšec · b7 černý pěšec · c7 černý pěšec · d7 černý pěšec · f7 černý pěšec · g7 černý pěšec · h7 černý pěšec · c6 černý jezdec · c5 černý střelec · d4 bílý jezdec · e4 bílý pěšec · a2 bílý pěšec · b2 bílý pěšec · c2 bílý pěšec · f2 bílý pěšec · g2 bílý pěšec · h2 bílý pěšec · a1 bílý věž · b1 bílý jezdec · c1 bílý střelec · d1 bílý dáma · e1 bílý král · f1 bílý střelec · h1 bílý věž | a8 černý věž · c8 černý střelec · d8 černý dáma · e8 černý král · g8 černý jezdec · h8 černý věž · a7 černý pěšec · b7 černý pěšec · c7 černý pěšec · d7 černý pěšec · f7 černý pěšec · g7 černý pěšec · h7 černý pěšec · c6 černý jezdec · c5 černý střelec · d4 bílý jezdec · e4 bílý pěšec · a2 bílý pěšec · b2 bílý pěšec · c2 bílý pěšec · f2 bílý pěšec · g2 bílý pěšec · h2 bílý pěšec · a1 bílý věž · b1 bílý jezdec · c1 bílý střelec · d1 bílý dáma · e1 bílý král · f1 bílý střelec · h1 bílý věž | 6 |
| 5 | a8 černý věž · c8 černý střelec · d8 černý dáma · e8 černý král · g8 černý jezdec · h8 černý věž · a7 černý pěšec · b7 černý pěšec · c7 černý pěšec · d7 černý pěšec · f7 černý pěšec · g7 černý pěšec · h7 černý pěšec · c6 černý jezdec · c5 černý střelec · d4 bílý jezdec · e4 bílý pěšec · a2 bílý pěšec · b2 bílý pěšec · c2 bílý pěšec · f2 bílý pěšec · g2 bílý pěšec · h2 bílý pěšec · a1 bílý věž · b1 bílý jezdec · c1 bílý střelec · d1 bílý dáma · e1 bílý král · f1 bílý střelec · h1 bílý věž | a8 černý věž · c8 černý střelec · d8 černý dáma · e8 černý král · g8 černý jezdec · h8 černý věž · a7 černý pěšec · b7 černý pěšec · c7 černý pěšec · d7 černý pěšec · f7 černý pěšec · g7 černý pěšec · h7 černý pěšec · c6 černý jezdec · c5 černý střelec · d4 bílý jezdec · e4 bílý pěšec · a2 bílý pěšec · b2 bílý pěšec · c2 bílý pěšec · f2 bílý pěšec · g2 bílý pěšec · h2 bílý pěšec · a1 bílý věž · b1 bílý jezdec · c1 bílý střelec · d1 bílý dáma · e1 bílý král · f1 bílý střelec · h1 bílý věž | a8 černý věž · c8 černý střelec · d8 černý dáma · e8 černý král · g8 černý jezdec · h8 černý věž · a7 černý pěšec · b7 černý pěšec · c7 černý pěšec · d7 černý pěšec · f7 černý pěšec · g7 černý pěšec · h7 černý pěšec · c6 černý jezdec · c5 černý střelec · d4 bílý jezdec · e4 bílý pěšec · a2 bílý pěšec · b2 bílý pěšec · c2 bílý pěšec · f2 bílý pěšec · g2 bílý pěšec · h2 bílý pěšec · a1 bílý věž · b1 bílý jezdec · c1 bílý střelec · d1 bílý dáma · e1 bílý král · f1 bílý střelec · h1 bílý věž | a8 černý věž · c8 černý střelec · d8 černý dáma · e8 černý král · g8 černý jezdec · h8 černý věž · a7 černý pěšec · b7 černý pěšec · c7 černý pěšec · d7 černý pěšec · f7 černý pěšec · g7 černý pěšec · h7 černý pěšec · c6 černý jezdec · c5 černý střelec · d4 bílý jezdec · e4 bílý pěšec · a2 bílý pěšec · b2 bílý pěšec · c2 bílý pěšec · f2 bílý pěšec · g2 bílý pěšec · h2 bílý pěšec · a1 bílý věž · b1 bílý jezdec · c1 bílý střelec · d1 bílý dáma · e1 bílý král · f1 bílý střelec · h1 bílý věž | a8 černý věž · c8 černý střelec · d8 černý dáma · e8 černý král · g8 černý jezdec · h8 černý věž · a7 černý pěšec · b7 černý pěšec · c7 černý pěšec · d7 černý pěšec · f7 černý pěšec · g7 černý pěšec · h7 černý pěšec · c6 černý jezdec · c5 černý střelec · d4 bílý jezdec · e4 bílý pěšec · a2 bílý pěšec · b2 bílý pěšec · c2 bílý pěšec · f2 bílý pěšec · g2 bílý pěšec · h2 bílý pěšec · a1 bílý věž · b1 bílý jezdec · c1 bílý střelec · d1 bílý dáma · e1 bílý král · f1 bílý střelec · h1 bílý věž | a8 černý věž · c8 černý střelec · d8 černý dáma · e8 černý král · g8 černý jezdec · h8 černý věž · a7 černý pěšec · b7 černý pěšec · c7 černý pěšec · d7 černý pěšec · f7 černý pěšec · g7 černý pěšec · h7 černý pěšec · c6 černý jezdec · c5 černý střelec · d4 bílý jezdec · e4 bílý pěšec · a2 bílý pěšec · b2 bílý pěšec · c2 bílý pěšec · f2 bílý pěšec · g2 bílý pěšec · h2 bílý pěšec · a1 bílý věž · b1 bílý jezdec · c1 bílý střelec · d1 bílý dáma · e1 bílý král · f1 bílý střelec · h1 bílý věž | a8 černý věž · c8 černý střelec · d8 černý dáma · e8 černý král · g8 černý jezdec · h8 černý věž · a7 černý pěšec · b7 černý pěšec · c7 černý pěšec · d7 černý pěšec · f7 černý pěšec · g7 černý pěšec · h7 černý pěšec · c6 černý jezdec · c5 černý střelec · d4 bílý jezdec · e4 bílý pěšec · a2 bílý pěšec · b2 bílý pěšec · c2 bílý pěšec · f2 bílý pěšec · g2 bílý pěšec · h2 bílý pěšec · a1 bílý věž · b1 bílý jezdec · c1 bílý střelec · d1 bílý dáma · e1 bílý král · f1 bílý střelec · h1 bílý věž | a8 černý věž · c8 černý střelec · d8 černý dáma · e8 černý král · g8 černý jezdec · h8 černý věž · a7 černý pěšec · b7 černý pěšec · c7 černý pěšec · d7 černý pěšec · f7 černý pěšec · g7 černý pěšec · h7 černý pěšec · c6 černý jezdec · c5 černý střelec · d4 bílý jezdec · e4 bílý pěšec · a2 bílý pěšec · b2 bílý pěšec · c2 bílý pěšec · f2 bílý pěšec · g2 bílý pěšec · h2 bílý pěšec · a1 bílý věž · b1 bílý jezdec · c1 bílý střelec · d1 bílý dáma · e1 bílý král · f1 bílý střelec · h1 bílý věž | 5 |
| 4 | a8 černý věž · c8 černý střelec · d8 černý dáma · e8 černý král · g8 černý jezdec · h8 černý věž · a7 černý pěšec · b7 černý pěšec · c7 černý pěšec · d7 černý pěšec · f7 černý pěšec · g7 černý pěšec · h7 černý pěšec · c6 černý jezdec · c5 černý střelec · d4 bílý jezdec · e4 bílý pěšec · a2 bílý pěšec · b2 bílý pěšec · c2 bílý pěšec · f2 bílý pěšec · g2 bílý pěšec · h2 bílý pěšec · a1 bílý věž · b1 bílý jezdec · c1 bílý střelec · d1 bílý dáma · e1 bílý král · f1 bílý střelec · h1 bílý věž | a8 černý věž · c8 černý střelec · d8 černý dáma · e8 černý král · g8 černý jezdec · h8 černý věž · a7 černý pěšec · b7 černý pěšec · c7 černý pěšec · d7 černý pěšec · f7 černý pěšec · g7 černý pěšec · h7 černý pěšec · c6 černý jezdec · c5 černý střelec · d4 bílý jezdec · e4 bílý pěšec · a2 bílý pěšec · b2 bílý pěšec · c2 bílý pěšec · f2 bílý pěšec · g2 bílý pěšec · h2 bílý pěšec · a1 bílý věž · b1 bílý jezdec · c1 bílý střelec · d1 bílý dáma · e1 bílý král · f1 bílý střelec · h1 bílý věž | a8 černý věž · c8 černý střelec · d8 černý dáma · e8 černý král · g8 černý jezdec · h8 černý věž · a7 černý pěšec · b7 černý pěšec · c7 černý pěšec · d7 černý pěšec · f7 černý pěšec · g7 černý pěšec · h7 černý pěšec · c6 černý jezdec · c5 černý střelec · d4 bílý jezdec · e4 bílý pěšec · a2 bílý pěšec · b2 bílý pěšec · c2 bílý pěšec · f2 bílý pěšec · g2 bílý pěšec · h2 bílý pěšec · a1 bílý věž · b1 bílý jezdec · c1 bílý střelec · d1 bílý dáma · e1 bílý král · f1 bílý střelec · h1 bílý věž | a8 černý věž · c8 černý střelec · d8 černý dáma · e8 černý král · g8 černý jezdec · h8 černý věž · a7 černý pěšec · b7 černý pěšec · c7 černý pěšec · d7 černý pěšec · f7 černý pěšec · g7 černý pěšec · h7 černý pěšec · c6 černý jezdec · c5 černý střelec · d4 bílý jezdec · e4 bílý pěšec · a2 bílý pěšec · b2 bílý pěšec · c2 bílý pěšec · f2 bílý pěšec · g2 bílý pěšec · h2 bílý pěšec · a1 bílý věž · b1 bílý jezdec · c1 bílý střelec · d1 bílý dáma · e1 bílý král · f1 bílý střelec · h1 bílý věž | a8 černý věž · c8 černý střelec · d8 černý dáma · e8 černý král · g8 černý jezdec · h8 černý věž · a7 černý pěšec · b7 černý pěšec · c7 černý pěšec · d7 černý pěšec · f7 černý pěšec · g7 černý pěšec · h7 černý pěšec · c6 černý jezdec · c5 černý střelec · d4 bílý jezdec · e4 bílý pěšec · a2 bílý pěšec · b2 bílý pěšec · c2 bílý pěšec · f2 bílý pěšec · g2 bílý pěšec · h2 bílý pěšec · a1 bílý věž · b1 bílý jezdec · c1 bílý střelec · d1 bílý dáma · e1 bílý král · f1 bílý střelec · h1 bílý věž | a8 černý věž · c8 černý střelec · d8 černý dáma · e8 černý král · g8 černý jezdec · h8 černý věž · a7 černý pěšec · b7 černý pěšec · c7 černý pěšec · d7 černý pěšec · f7 černý pěšec · g7 černý pěšec · h7 černý pěšec · c6 černý jezdec · c5 černý střelec · d4 bílý jezdec · e4 bílý pěšec · a2 bílý pěšec · b2 bílý pěšec · c2 bílý pěšec · f2 bílý pěšec · g2 bílý pěšec · h2 bílý pěšec · a1 bílý věž · b1 bílý jezdec · c1 bílý střelec · d1 bílý dáma · e1 bílý král · f1 bílý střelec · h1 bílý věž | a8 černý věž · c8 černý střelec · d8 černý dáma · e8 černý král · g8 černý jezdec · h8 černý věž · a7 černý pěšec · b7 černý pěšec · c7 černý pěšec · d7 černý pěšec · f7 černý pěšec · g7 černý pěšec · h7 černý pěšec · c6 černý jezdec · c5 černý střelec · d4 bílý jezdec · e4 bílý pěšec · a2 bílý pěšec · b2 bílý pěšec · c2 bílý pěšec · f2 bílý pěšec · g2 bílý pěšec · h2 bílý pěšec · a1 bílý věž · b1 bílý jezdec · c1 bílý střelec · d1 bílý dáma · e1 bílý král · f1 bílý střelec · h1 bílý věž | a8 černý věž · c8 černý střelec · d8 černý dáma · e8 černý král · g8 černý jezdec · h8 černý věž · a7 černý pěšec · b7 černý pěšec · c7 černý pěšec · d7 černý pěšec · f7 černý pěšec · g7 černý pěšec · h7 černý pěšec · c6 černý jezdec · c5 černý střelec · d4 bílý jezdec · e4 bílý pěšec · a2 bílý pěšec · b2 bílý pěšec · c2 bílý pěšec · f2 bílý pěšec · g2 bílý pěšec · h2 bílý pěšec · a1 bílý věž · b1 bílý jezdec · c1 bílý střelec · d1 bílý dáma · e1 bílý král · f1 bílý střelec · h1 bílý věž | 4 |
| 3 | a8 černý věž · c8 černý střelec · d8 černý dáma · e8 černý král · g8 černý jezdec · h8 černý věž · a7 černý pěšec · b7 černý pěšec · c7 černý pěšec · d7 černý pěšec · f7 černý pěšec · g7 černý pěšec · h7 černý pěšec · c6 černý jezdec · c5 černý střelec · d4 bílý jezdec · e4 bílý pěšec · a2 bílý pěšec · b2 bílý pěšec · c2 bílý pěšec · f2 bílý pěšec · g2 bílý pěšec · h2 bílý pěšec · a1 bílý věž · b1 bílý jezdec · c1 bílý střelec · d1 bílý dáma · e1 bílý král · f1 bílý střelec · h1 bílý věž | a8 černý věž · c8 černý střelec · d8 černý dáma · e8 černý král · g8 černý jezdec · h8 černý věž · a7 černý pěšec · b7 černý pěšec · c7 černý pěšec · d7 černý pěšec · f7 černý pěšec · g7 černý pěšec · h7 černý pěšec · c6 černý jezdec · c5 černý střelec · d4 bílý jezdec · e4 bílý pěšec · a2 bílý pěšec · b2 bílý pěšec · c2 bílý pěšec · f2 bílý pěšec · g2 bílý pěšec · h2 bílý pěšec · a1 bílý věž · b1 bílý jezdec · c1 bílý střelec · d1 bílý dáma · e1 bílý král · f1 bílý střelec · h1 bílý věž | a8 černý věž · c8 černý střelec · d8 černý dáma · e8 černý král · g8 černý jezdec · h8 černý věž · a7 černý pěšec · b7 černý pěšec · c7 černý pěšec · d7 černý pěšec · f7 černý pěšec · g7 černý pěšec · h7 černý pěšec · c6 černý jezdec · c5 černý střelec · d4 bílý jezdec · e4 bílý pěšec · a2 bílý pěšec · b2 bílý pěšec · c2 bílý pěšec · f2 bílý pěšec · g2 bílý pěšec · h2 bílý pěšec · a1 bílý věž · b1 bílý jezdec · c1 bílý střelec · d1 bílý dáma · e1 bílý král · f1 bílý střelec · h1 bílý věž | a8 černý věž · c8 černý střelec · d8 černý dáma · e8 černý král · g8 černý jezdec · h8 černý věž · a7 černý pěšec · b7 černý pěšec · c7 černý pěšec · d7 černý pěšec · f7 černý pěšec · g7 černý pěšec · h7 černý pěšec · c6 černý jezdec · c5 černý střelec · d4 bílý jezdec · e4 bílý pěšec · a2 bílý pěšec · b2 bílý pěšec · c2 bílý pěšec · f2 bílý pěšec · g2 bílý pěšec · h2 bílý pěšec · a1 bílý věž · b1 bílý jezdec · c1 bílý střelec · d1 bílý dáma · e1 bílý král · f1 bílý střelec · h1 bílý věž | a8 černý věž · c8 černý střelec · d8 černý dáma · e8 černý král · g8 černý jezdec · h8 černý věž · a7 černý pěšec · b7 černý pěšec · c7 černý pěšec · d7 černý pěšec · f7 černý pěšec · g7 černý pěšec · h7 černý pěšec · c6 černý jezdec · c5 černý střelec · d4 bílý jezdec · e4 bílý pěšec · a2 bílý pěšec · b2 bílý pěšec · c2 bílý pěšec · f2 bílý pěšec · g2 bílý pěšec · h2 bílý pěšec · a1 bílý věž · b1 bílý jezdec · c1 bílý střelec · d1 bílý dáma · e1 bílý král · f1 bílý střelec · h1 bílý věž | a8 černý věž · c8 černý střelec · d8 černý dáma · e8 černý král · g8 černý jezdec · h8 černý věž · a7 černý pěšec · b7 černý pěšec · c7 černý pěšec · d7 černý pěšec · f7 černý pěšec · g7 černý pěšec · h7 černý pěšec · c6 černý jezdec · c5 černý střelec · d4 bílý jezdec · e4 bílý pěšec · a2 bílý pěšec · b2 bílý pěšec · c2 bílý pěšec · f2 bílý pěšec · g2 bílý pěšec · h2 bílý pěšec · a1 bílý věž · b1 bílý jezdec · c1 bílý střelec · d1 bílý dáma · e1 bílý král · f1 bílý střelec · h1 bílý věž | a8 černý věž · c8 černý střelec · d8 černý dáma · e8 černý král · g8 černý jezdec · h8 černý věž · a7 černý pěšec · b7 černý pěšec · c7 černý pěšec · d7 černý pěšec · f7 černý pěšec · g7 černý pěšec · h7 černý pěšec · c6 černý jezdec · c5 černý střelec · d4 bílý jezdec · e4 bílý pěšec · a2 bílý pěšec · b2 bílý pěšec · c2 bílý pěšec · f2 bílý pěšec · g2 bílý pěšec · h2 bílý pěšec · a1 bílý věž · b1 bílý jezdec · c1 bílý střelec · d1 bílý dáma · e1 bílý král · f1 bílý střelec · h1 bílý věž | a8 černý věž · c8 černý střelec · d8 černý dáma · e8 černý král · g8 černý jezdec · h8 černý věž · a7 černý pěšec · b7 černý pěšec · c7 černý pěšec · d7 černý pěšec · f7 černý pěšec · g7 černý pěšec · h7 černý pěšec · c6 černý jezdec · c5 černý střelec · d4 bílý jezdec · e4 bílý pěšec · a2 bílý pěšec · b2 bílý pěšec · c2 bílý pěšec · f2 bílý pěšec · g2 bílý pěšec · h2 bílý pěšec · a1 bílý věž · b1 bílý jezdec · c1 bílý střelec · d1 bílý dáma · e1 bílý král · f1 bílý střelec · h1 bílý věž | 3 |
| 2 | a8 černý věž · c8 černý střelec · d8 černý dáma · e8 černý král · g8 černý jezdec · h8 černý věž · a7 černý pěšec · b7 černý pěšec · c7 černý pěšec · d7 černý pěšec · f7 černý pěšec · g7 černý pěšec · h7 černý pěšec · c6 černý jezdec · c5 černý střelec · d4 bílý jezdec · e4 bílý pěšec · a2 bílý pěšec · b2 bílý pěšec · c2 bílý pěšec · f2 bílý pěšec · g2 bílý pěšec · h2 bílý pěšec · a1 bílý věž · b1 bílý jezdec · c1 bílý střelec · d1 bílý dáma · e1 bílý král · f1 bílý střelec · h1 bílý věž | a8 černý věž · c8 černý střelec · d8 černý dáma · e8 černý král · g8 černý jezdec · h8 černý věž · a7 černý pěšec · b7 černý pěšec · c7 černý pěšec · d7 černý pěšec · f7 černý pěšec · g7 černý pěšec · h7 černý pěšec · c6 černý jezdec · c5 černý střelec · d4 bílý jezdec · e4 bílý pěšec · a2 bílý pěšec · b2 bílý pěšec · c2 bílý pěšec · f2 bílý pěšec · g2 bílý pěšec · h2 bílý pěšec · a1 bílý věž · b1 bílý jezdec · c1 bílý střelec · d1 bílý dáma · e1 bílý král · f1 bílý střelec · h1 bílý věž | a8 černý věž · c8 černý střelec · d8 černý dáma · e8 černý král · g8 černý jezdec · h8 černý věž · a7 černý pěšec · b7 černý pěšec · c7 černý pěšec · d7 černý pěšec · f7 černý pěšec · g7 černý pěšec · h7 černý pěšec · c6 černý jezdec · c5 černý střelec · d4 bílý jezdec · e4 bílý pěšec · a2 bílý pěšec · b2 bílý pěšec · c2 bílý pěšec · f2 bílý pěšec · g2 bílý pěšec · h2 bílý pěšec · a1 bílý věž · b1 bílý jezdec · c1 bílý střelec · d1 bílý dáma · e1 bílý král · f1 bílý střelec · h1 bílý věž | a8 černý věž · c8 černý střelec · d8 černý dáma · e8 černý král · g8 černý jezdec · h8 černý věž · a7 černý pěšec · b7 černý pěšec · c7 černý pěšec · d7 černý pěšec · f7 černý pěšec · g7 černý pěšec · h7 černý pěšec · c6 černý jezdec · c5 černý střelec · d4 bílý jezdec · e4 bílý pěšec · a2 bílý pěšec · b2 bílý pěšec · c2 bílý pěšec · f2 bílý pěšec · g2 bílý pěšec · h2 bílý pěšec · a1 bílý věž · b1 bílý jezdec · c1 bílý střelec · d1 bílý dáma · e1 bílý král · f1 bílý střelec · h1 bílý věž | a8 černý věž · c8 černý střelec · d8 černý dáma · e8 černý král · g8 černý jezdec · h8 černý věž · a7 černý pěšec · b7 černý pěšec · c7 černý pěšec · d7 černý pěšec · f7 černý pěšec · g7 černý pěšec · h7 černý pěšec · c6 černý jezdec · c5 černý střelec · d4 bílý jezdec · e4 bílý pěšec · a2 bílý pěšec · b2 bílý pěšec · c2 bílý pěšec · f2 bílý pěšec · g2 bílý pěšec · h2 bílý pěšec · a1 bílý věž · b1 bílý jezdec · c1 bílý střelec · d1 bílý dáma · e1 bílý král · f1 bílý střelec · h1 bílý věž | a8 černý věž · c8 černý střelec · d8 černý dáma · e8 černý král · g8 černý jezdec · h8 černý věž · a7 černý pěšec · b7 černý pěšec · c7 černý pěšec · d7 černý pěšec · f7 černý pěšec · g7 černý pěšec · h7 černý pěšec · c6 černý jezdec · c5 černý střelec · d4 bílý jezdec · e4 bílý pěšec · a2 bílý pěšec · b2 bílý pěšec · c2 bílý pěšec · f2 bílý pěšec · g2 bílý pěšec · h2 bílý pěšec · a1 bílý věž · b1 bílý jezdec · c1 bílý střelec · d1 bílý dáma · e1 bílý král · f1 bílý střelec · h1 bílý věž | a8 černý věž · c8 černý střelec · d8 černý dáma · e8 černý král · g8 černý jezdec · h8 černý věž · a7 černý pěšec · b7 černý pěšec · c7 černý pěšec · d7 černý pěšec · f7 černý pěšec · g7 černý pěšec · h7 černý pěšec · c6 černý jezdec · c5 černý střelec · d4 bílý jezdec · e4 bílý pěšec · a2 bílý pěšec · b2 bílý pěšec · c2 bílý pěšec · f2 bílý pěšec · g2 bílý pěšec · h2 bílý pěšec · a1 bílý věž · b1 bílý jezdec · c1 bílý střelec · d1 bílý dáma · e1 bílý král · f1 bílý střelec · h1 bílý věž | a8 černý věž · c8 černý střelec · d8 černý dáma · e8 černý král · g8 černý jezdec · h8 černý věž · a7 černý pěšec · b7 černý pěšec · c7 černý pěšec · d7 černý pěšec · f7 černý pěšec · g7 černý pěšec · h7 černý pěšec · c6 černý jezdec · c5 černý střelec · d4 bílý jezdec · e4 bílý pěšec · a2 bílý pěšec · b2 bílý pěšec · c2 bílý pěšec · f2 bílý pěšec · g2 bílý pěšec · h2 bílý pěšec · a1 bílý věž · b1 bílý jezdec · c1 bílý střelec · d1 bílý dáma · e1 bílý král · f1 bílý střelec · h1 bílý věž | 2 |
| 1 | a8 černý věž · c8 černý střelec · d8 černý dáma · e8 černý král · g8 černý jezdec · h8 černý věž · a7 černý pěšec · b7 černý pěšec · c7 černý pěšec · d7 černý pěšec · f7 černý pěšec · g7 černý pěšec · h7 černý pěšec · c6 černý jezdec · c5 černý střelec · d4 bílý jezdec · e4 bílý pěšec · a2 bílý pěšec · b2 bílý pěšec · c2 bílý pěšec · f2 bílý pěšec · g2 bílý pěšec · h2 bílý pěšec · a1 bílý věž · b1 bílý jezdec · c1 bílý střelec · d1 bílý dáma · e1 bílý král · f1 bílý střelec · h1 bílý věž | a8 černý věž · c8 černý střelec · d8 černý dáma · e8 černý král · g8 černý jezdec · h8 černý věž · a7 černý pěšec · b7 černý pěšec · c7 černý pěšec · d7 černý pěšec · f7 černý pěšec · g7 černý pěšec · h7 černý pěšec · c6 černý jezdec · c5 černý střelec · d4 bílý jezdec · e4 bílý pěšec · a2 bílý pěšec · b2 bílý pěšec · c2 bílý pěšec · f2 bílý pěšec · g2 bílý pěšec · h2 bílý pěšec · a1 bílý věž · b1 bílý jezdec · c1 bílý střelec · d1 bílý dáma · e1 bílý král · f1 bílý střelec · h1 bílý věž | a8 černý věž · c8 černý střelec · d8 černý dáma · e8 černý král · g8 černý jezdec · h8 černý věž · a7 černý pěšec · b7 černý pěšec · c7 černý pěšec · d7 černý pěšec · f7 černý pěšec · g7 černý pěšec · h7 černý pěšec · c6 černý jezdec · c5 černý střelec · d4 bílý jezdec · e4 bílý pěšec · a2 bílý pěšec · b2 bílý pěšec · c2 bílý pěšec · f2 bílý pěšec · g2 bílý pěšec · h2 bílý pěšec · a1 bílý věž · b1 bílý jezdec · c1 bílý střelec · d1 bílý dáma · e1 bílý král · f1 bílý střelec · h1 bílý věž | a8 černý věž · c8 černý střelec · d8 černý dáma · e8 černý král · g8 černý jezdec · h8 černý věž · a7 černý pěšec · b7 černý pěšec · c7 černý pěšec · d7 černý pěšec · f7 černý pěšec · g7 černý pěšec · h7 černý pěšec · c6 černý jezdec · c5 černý střelec · d4 bílý jezdec · e4 bílý pěšec · a2 bílý pěšec · b2 bílý pěšec · c2 bílý pěšec · f2 bílý pěšec · g2 bílý pěšec · h2 bílý pěšec · a1 bílý věž · b1 bílý jezdec · c1 bílý střelec · d1 bílý dáma · e1 bílý král · f1 bílý střelec · h1 bílý věž | a8 černý věž · c8 černý střelec · d8 černý dáma · e8 černý král · g8 černý jezdec · h8 černý věž · a7 černý pěšec · b7 černý pěšec · c7 černý pěšec · d7 černý pěšec · f7 černý pěšec · g7 černý pěšec · h7 černý pěšec · c6 černý jezdec · c5 černý střelec · d4 bílý jezdec · e4 bílý pěšec · a2 bílý pěšec · b2 bílý pěšec · c2 bílý pěšec · f2 bílý pěšec · g2 bílý pěšec · h2 bílý pěšec · a1 bílý věž · b1 bílý jezdec · c1 bílý střelec · d1 bílý dáma · e1 bílý král · f1 bílý střelec · h1 bílý věž | a8 černý věž · c8 černý střelec · d8 černý dáma · e8 černý král · g8 černý jezdec · h8 černý věž · a7 černý pěšec · b7 černý pěšec · c7 černý pěšec · d7 černý pěšec · f7 černý pěšec · g7 černý pěšec · h7 černý pěšec · c6 černý jezdec · c5 černý střelec · d4 bílý jezdec · e4 bílý pěšec · a2 bílý pěšec · b2 bílý pěšec · c2 bílý pěšec · f2 bílý pěšec · g2 bílý pěšec · h2 bílý pěšec · a1 bílý věž · b1 bílý jezdec · c1 bílý střelec · d1 bílý dáma · e1 bílý král · f1 bílý střelec · h1 bílý věž | a8 černý věž · c8 černý střelec · d8 černý dáma · e8 černý král · g8 černý jezdec · h8 černý věž · a7 černý pěšec · b7 černý pěšec · c7 černý pěšec · d7 černý pěšec · f7 černý pěšec · g7 černý pěšec · h7 černý pěšec · c6 černý jezdec · c5 černý střelec · d4 bílý jezdec · e4 bílý pěšec · a2 bílý pěšec · b2 bílý pěšec · c2 bílý pěšec · f2 bílý pěšec · g2 bílý pěšec · h2 bílý pěšec · a1 bílý věž · b1 bílý jezdec · c1 bílý střelec · d1 bílý dáma · e1 bílý král · f1 bílý střelec · h1 bílý věž | a8 černý věž · c8 černý střelec · d8 černý dáma · e8 černý král · g8 černý jezdec · h8 černý věž · a7 černý pěšec · b7 černý pěšec · c7 černý pěšec · d7 černý pěšec · f7 černý pěšec · g7 černý pěšec · h7 černý pěšec · c6 černý jezdec · c5 černý střelec · d4 bílý jezdec · e4 bílý pěšec · a2 bílý pěšec · b2 bílý pěšec · c2 bílý pěšec · f2 bílý pěšec · g2 bílý pěšec · h2 bílý pěšec · a1 bílý věž · b1 bílý jezdec · c1 bílý střelec · d1 bílý dáma · e1 bílý král · f1 bílý střelec · h1 bílý věž | 1 |
|   | a | b | c | d | e | f | g | h |   |

1. e4 e5 2. Jf3 Jc6 3. d4 exd4 4. Jxd4 Sc5

### Vedlejší varianty
- 5. Jf5? d5! 6. Jxg7+ Kf8 7.Jh5 Dh4 8. Jg3 Jf6 s převahou černého
- 5. Jb3 Sb6 (možné je i 5…Sb4+ 6. c3 Se7 s rovnou hrou) 6. a4 a6 (možné je i 6…a5) 7. Jc3 d6 8. Jd5 Sa7 hra je vyrovnaná

### Varianta se Se3
1. e4 e5 2. Jf3 Jc6 3. d4 exd4 4. Jxd4 Sc5 5. Se3 Df6 6. c3
- 6… Dg6
- 6… Jge7
  - 7. g3 d5 s protihrou
  - 7. Sc4 je zde nejčastější a černý se může rozhodnout mezi
    - 7… b6
    - 7… 0-0
    - 7… Je5 8. Se2 Dg6 9. 0-0 d6 s komplikovanou hrou

### Varianta Jxc6
1. e4 e5 2. Jf3 Jc6 3. d4 exd4 4. Jxd4 Sc5 5. Jxc6 Df6
- 6. Dd2
  - 6… bxc6 7. Jc3 nebo 7. Sd3 černý má přes horší pěšcovou formaci protihru
  - 6… dxc6
    - 7. Df4 De7 s protihrou
    - 7. Sd3 Se6 s protihrou (možné je i 7… Je7)
    - 7. Jc3 černý má celou řadu pokračování 7… Sd7; 7… De7; 7… Se6; 7… Je7; 7… Sd4 celkově má černý za horší pěšcovou strukturu dobrou figurovou protihru

- 6. Df3 v poslední době se takto bílý snaží převést hru do koncovky a tam těžit z lepší pěšcové formace
  - 6… dxc6
  - 6… bxc6
    - 7. Dg3 h5 8. h4 Jh6 9. f3 s nejasnou situací
    - 7. Jd2
    - 7. Se2

## Miesesova varianta
|   | a | b | c | d | e | f | g | h |   |
| 8 | a8 černý věž · c8 černý střelec · e8 černý král · f8 černý střelec · h8 černý věž · a7 černý pěšec · c7 černý pěšec · d7 černý pěšec · e7 černý dáma · f7 černý pěšec · g7 černý pěšec · h7 černý pěšec · c6 černý pěšec · d5 černý jezdec · e5 bílý pěšec · c4 bílý pěšec · a2 bílý pěšec · b2 bílý pěšec · e2 bílý dáma · f2 bílý pěšec · g2 bílý pěšec · h2 bílý pěšec · a1 bílý věž · b1 bílý jezdec · c1 bílý střelec · e1 bílý král · f1 bílý střelec · h1 bílý věž | a8 černý věž · c8 černý střelec · e8 černý král · f8 černý střelec · h8 černý věž · a7 černý pěšec · c7 černý pěšec · d7 černý pěšec · e7 černý dáma · f7 černý pěšec · g7 černý pěšec · h7 černý pěšec · c6 černý pěšec · d5 černý jezdec · e5 bílý pěšec · c4 bílý pěšec · a2 bílý pěšec · b2 bílý pěšec · e2 bílý dáma · f2 bílý pěšec · g2 bílý pěšec · h2 bílý pěšec · a1 bílý věž · b1 bílý jezdec · c1 bílý střelec · e1 bílý král · f1 bílý střelec · h1 bílý věž | a8 černý věž · c8 černý střelec · e8 černý král · f8 černý střelec · h8 černý věž · a7 černý pěšec · c7 černý pěšec · d7 černý pěšec · e7 černý dáma · f7 černý pěšec · g7 černý pěšec · h7 černý pěšec · c6 černý pěšec · d5 černý jezdec · e5 bílý pěšec · c4 bílý pěšec · a2 bílý pěšec · b2 bílý pěšec · e2 bílý dáma · f2 bílý pěšec · g2 bílý pěšec · h2 bílý pěšec · a1 bílý věž · b1 bílý jezdec · c1 bílý střelec · e1 bílý král · f1 bílý střelec · h1 bílý věž | a8 černý věž · c8 černý střelec · e8 černý král · f8 černý střelec · h8 černý věž · a7 černý pěšec · c7 černý pěšec · d7 černý pěšec · e7 černý dáma · f7 černý pěšec · g7 černý pěšec · h7 černý pěšec · c6 černý pěšec · d5 černý jezdec · e5 bílý pěšec · c4 bílý pěšec · a2 bílý pěšec · b2 bílý pěšec · e2 bílý dáma · f2 bílý pěšec · g2 bílý pěšec · h2 bílý pěšec · a1 bílý věž · b1 bílý jezdec · c1 bílý střelec · e1 bílý král · f1 bílý střelec · h1 bílý věž | a8 černý věž · c8 černý střelec · e8 černý král · f8 černý střelec · h8 černý věž · a7 černý pěšec · c7 černý pěšec · d7 černý pěšec · e7 černý dáma · f7 černý pěšec · g7 černý pěšec · h7 černý pěšec · c6 černý pěšec · d5 černý jezdec · e5 bílý pěšec · c4 bílý pěšec · a2 bílý pěšec · b2 bílý pěšec · e2 bílý dáma · f2 bílý pěšec · g2 bílý pěšec · h2 bílý pěšec · a1 bílý věž · b1 bílý jezdec · c1 bílý střelec · e1 bílý král · f1 bílý střelec · h1 bílý věž | a8 černý věž · c8 černý střelec · e8 černý král · f8 černý střelec · h8 černý věž · a7 černý pěšec · c7 černý pěšec · d7 černý pěšec · e7 černý dáma · f7 černý pěšec · g7 černý pěšec · h7 černý pěšec · c6 černý pěšec · d5 černý jezdec · e5 bílý pěšec · c4 bílý pěšec · a2 bílý pěšec · b2 bílý pěšec · e2 bílý dáma · f2 bílý pěšec · g2 bílý pěšec · h2 bílý pěšec · a1 bílý věž · b1 bílý jezdec · c1 bílý střelec · e1 bílý král · f1 bílý střelec · h1 bílý věž | a8 černý věž · c8 černý střelec · e8 černý král · f8 černý střelec · h8 černý věž · a7 černý pěšec · c7 černý pěšec · d7 černý pěšec · e7 černý dáma · f7 černý pěšec · g7 černý pěšec · h7 černý pěšec · c6 černý pěšec · d5 černý jezdec · e5 bílý pěšec · c4 bílý pěšec · a2 bílý pěšec · b2 bílý pěšec · e2 bílý dáma · f2 bílý pěšec · g2 bílý pěšec · h2 bílý pěšec · a1 bílý věž · b1 bílý jezdec · c1 bílý střelec · e1 bílý král · f1 bílý střelec · h1 bílý věž | a8 černý věž · c8 černý střelec · e8 černý král · f8 černý střelec · h8 černý věž · a7 černý pěšec · c7 černý pěšec · d7 černý pěšec · e7 černý dáma · f7 černý pěšec · g7 černý pěšec · h7 černý pěšec · c6 černý pěšec · d5 černý jezdec · e5 bílý pěšec · c4 bílý pěšec · a2 bílý pěšec · b2 bílý pěšec · e2 bílý dáma · f2 bílý pěšec · g2 bílý pěšec · h2 bílý pěšec · a1 bílý věž · b1 bílý jezdec · c1 bílý střelec · e1 bílý král · f1 bílý střelec · h1 bílý věž | 8 |
| 7 | a8 černý věž · c8 černý střelec · e8 černý král · f8 černý střelec · h8 černý věž · a7 černý pěšec · c7 černý pěšec · d7 černý pěšec · e7 černý dáma · f7 černý pěšec · g7 černý pěšec · h7 černý pěšec · c6 černý pěšec · d5 černý jezdec · e5 bílý pěšec · c4 bílý pěšec · a2 bílý pěšec · b2 bílý pěšec · e2 bílý dáma · f2 bílý pěšec · g2 bílý pěšec · h2 bílý pěšec · a1 bílý věž · b1 bílý jezdec · c1 bílý střelec · e1 bílý král · f1 bílý střelec · h1 bílý věž | a8 černý věž · c8 černý střelec · e8 černý král · f8 černý střelec · h8 černý věž · a7 černý pěšec · c7 černý pěšec · d7 černý pěšec · e7 černý dáma · f7 černý pěšec · g7 černý pěšec · h7 černý pěšec · c6 černý pěšec · d5 černý jezdec · e5 bílý pěšec · c4 bílý pěšec · a2 bílý pěšec · b2 bílý pěšec · e2 bílý dáma · f2 bílý pěšec · g2 bílý pěšec · h2 bílý pěšec · a1 bílý věž · b1 bílý jezdec · c1 bílý střelec · e1 bílý král · f1 bílý střelec · h1 bílý věž | a8 černý věž · c8 černý střelec · e8 černý král · f8 černý střelec · h8 černý věž · a7 černý pěšec · c7 černý pěšec · d7 černý pěšec · e7 černý dáma · f7 černý pěšec · g7 černý pěšec · h7 černý pěšec · c6 černý pěšec · d5 černý jezdec · e5 bílý pěšec · c4 bílý pěšec · a2 bílý pěšec · b2 bílý pěšec · e2 bílý dáma · f2 bílý pěšec · g2 bílý pěšec · h2 bílý pěšec · a1 bílý věž · b1 bílý jezdec · c1 bílý střelec · e1 bílý král · f1 bílý střelec · h1 bílý věž | a8 černý věž · c8 černý střelec · e8 černý král · f8 černý střelec · h8 černý věž · a7 černý pěšec · c7 černý pěšec · d7 černý pěšec · e7 černý dáma · f7 černý pěšec · g7 černý pěšec · h7 černý pěšec · c6 černý pěšec · d5 černý jezdec · e5 bílý pěšec · c4 bílý pěšec · a2 bílý pěšec · b2 bílý pěšec · e2 bílý dáma · f2 bílý pěšec · g2 bílý pěšec · h2 bílý pěšec · a1 bílý věž · b1 bílý jezdec · c1 bílý střelec · e1 bílý král · f1 bílý střelec · h1 bílý věž | a8 černý věž · c8 černý střelec · e8 černý král · f8 černý střelec · h8 černý věž · a7 černý pěšec · c7 černý pěšec · d7 černý pěšec · e7 černý dáma · f7 černý pěšec · g7 černý pěšec · h7 černý pěšec · c6 černý pěšec · d5 černý jezdec · e5 bílý pěšec · c4 bílý pěšec · a2 bílý pěšec · b2 bílý pěšec · e2 bílý dáma · f2 bílý pěšec · g2 bílý pěšec · h2 bílý pěšec · a1 bílý věž · b1 bílý jezdec · c1 bílý střelec · e1 bílý král · f1 bílý střelec · h1 bílý věž | a8 černý věž · c8 černý střelec · e8 černý král · f8 černý střelec · h8 černý věž · a7 černý pěšec · c7 černý pěšec · d7 černý pěšec · e7 černý dáma · f7 černý pěšec · g7 černý pěšec · h7 černý pěšec · c6 černý pěšec · d5 černý jezdec · e5 bílý pěšec · c4 bílý pěšec · a2 bílý pěšec · b2 bílý pěšec · e2 bílý dáma · f2 bílý pěšec · g2 bílý pěšec · h2 bílý pěšec · a1 bílý věž · b1 bílý jezdec · c1 bílý střelec · e1 bílý král · f1 bílý střelec · h1 bílý věž | a8 černý věž · c8 černý střelec · e8 černý král · f8 černý střelec · h8 černý věž · a7 černý pěšec · c7 černý pěšec · d7 černý pěšec · e7 černý dáma · f7 černý pěšec · g7 černý pěšec · h7 černý pěšec · c6 černý pěšec · d5 černý jezdec · e5 bílý pěšec · c4 bílý pěšec · a2 bílý pěšec · b2 bílý pěšec · e2 bílý dáma · f2 bílý pěšec · g2 bílý pěšec · h2 bílý pěšec · a1 bílý věž · b1 bílý jezdec · c1 bílý střelec · e1 bílý král · f1 bílý střelec · h1 bílý věž | a8 černý věž · c8 černý střelec · e8 černý král · f8 černý střelec · h8 černý věž · a7 černý pěšec · c7 černý pěšec · d7 černý pěšec · e7 černý dáma · f7 černý pěšec · g7 černý pěšec · h7 černý pěšec · c6 černý pěšec · d5 černý jezdec · e5 bílý pěšec · c4 bílý pěšec · a2 bílý pěšec · b2 bílý pěšec · e2 bílý dáma · f2 bílý pěšec · g2 bílý pěšec · h2 bílý pěšec · a1 bílý věž · b1 bílý jezdec · c1 bílý střelec · e1 bílý král · f1 bílý střelec · h1 bílý věž | 7 |
| 6 | a8 černý věž · c8 černý střelec · e8 černý král · f8 černý střelec · h8 černý věž · a7 černý pěšec · c7 černý pěšec · d7 černý pěšec · e7 černý dáma · f7 černý pěšec · g7 černý pěšec · h7 černý pěšec · c6 černý pěšec · d5 černý jezdec · e5 bílý pěšec · c4 bílý pěšec · a2 bílý pěšec · b2 bílý pěšec · e2 bílý dáma · f2 bílý pěšec · g2 bílý pěšec · h2 bílý pěšec · a1 bílý věž · b1 bílý jezdec · c1 bílý střelec · e1 bílý král · f1 bílý střelec · h1 bílý věž | a8 černý věž · c8 černý střelec · e8 černý král · f8 černý střelec · h8 černý věž · a7 černý pěšec · c7 černý pěšec · d7 černý pěšec · e7 černý dáma · f7 černý pěšec · g7 černý pěšec · h7 černý pěšec · c6 černý pěšec · d5 černý jezdec · e5 bílý pěšec · c4 bílý pěšec · a2 bílý pěšec · b2 bílý pěšec · e2 bílý dáma · f2 bílý pěšec · g2 bílý pěšec · h2 bílý pěšec · a1 bílý věž · b1 bílý jezdec · c1 bílý střelec · e1 bílý král · f1 bílý střelec · h1 bílý věž | a8 černý věž · c8 černý střelec · e8 černý král · f8 černý střelec · h8 černý věž · a7 černý pěšec · c7 černý pěšec · d7 černý pěšec · e7 černý dáma · f7 černý pěšec · g7 černý pěšec · h7 černý pěšec · c6 černý pěšec · d5 černý jezdec · e5 bílý pěšec · c4 bílý pěšec · a2 bílý pěšec · b2 bílý pěšec · e2 bílý dáma · f2 bílý pěšec · g2 bílý pěšec · h2 bílý pěšec · a1 bílý věž · b1 bílý jezdec · c1 bílý střelec · e1 bílý král · f1 bílý střelec · h1 bílý věž | a8 černý věž · c8 černý střelec · e8 černý král · f8 černý střelec · h8 černý věž · a7 černý pěšec · c7 černý pěšec · d7 černý pěšec · e7 černý dáma · f7 černý pěšec · g7 černý pěšec · h7 černý pěšec · c6 černý pěšec · d5 černý jezdec · e5 bílý pěšec · c4 bílý pěšec · a2 bílý pěšec · b2 bílý pěšec · e2 bílý dáma · f2 bílý pěšec · g2 bílý pěšec · h2 bílý pěšec · a1 bílý věž · b1 bílý jezdec · c1 bílý střelec · e1 bílý král · f1 bílý střelec · h1 bílý věž | a8 černý věž · c8 černý střelec · e8 černý král · f8 černý střelec · h8 černý věž · a7 černý pěšec · c7 černý pěšec · d7 černý pěšec · e7 černý dáma · f7 černý pěšec · g7 černý pěšec · h7 černý pěšec · c6 černý pěšec · d5 černý jezdec · e5 bílý pěšec · c4 bílý pěšec · a2 bílý pěšec · b2 bílý pěšec · e2 bílý dáma · f2 bílý pěšec · g2 bílý pěšec · h2 bílý pěšec · a1 bílý věž · b1 bílý jezdec · c1 bílý střelec · e1 bílý král · f1 bílý střelec · h1 bílý věž | a8 černý věž · c8 černý střelec · e8 černý král · f8 černý střelec · h8 černý věž · a7 černý pěšec · c7 černý pěšec · d7 černý pěšec · e7 černý dáma · f7 černý pěšec · g7 černý pěšec · h7 černý pěšec · c6 černý pěšec · d5 černý jezdec · e5 bílý pěšec · c4 bílý pěšec · a2 bílý pěšec · b2 bílý pěšec · e2 bílý dáma · f2 bílý pěšec · g2 bílý pěšec · h2 bílý pěšec · a1 bílý věž · b1 bílý jezdec · c1 bílý střelec · e1 bílý král · f1 bílý střelec · h1 bílý věž | a8 černý věž · c8 černý střelec · e8 černý král · f8 černý střelec · h8 černý věž · a7 černý pěšec · c7 černý pěšec · d7 černý pěšec · e7 černý dáma · f7 černý pěšec · g7 černý pěšec · h7 černý pěšec · c6 černý pěšec · d5 černý jezdec · e5 bílý pěšec · c4 bílý pěšec · a2 bílý pěšec · b2 bílý pěšec · e2 bílý dáma · f2 bílý pěšec · g2 bílý pěšec · h2 bílý pěšec · a1 bílý věž · b1 bílý jezdec · c1 bílý střelec · e1 bílý král · f1 bílý střelec · h1 bílý věž | a8 černý věž · c8 černý střelec · e8 černý král · f8 černý střelec · h8 černý věž · a7 černý pěšec · c7 černý pěšec · d7 černý pěšec · e7 černý dáma · f7 černý pěšec · g7 černý pěšec · h7 černý pěšec · c6 černý pěšec · d5 černý jezdec · e5 bílý pěšec · c4 bílý pěšec · a2 bílý pěšec · b2 bílý pěšec · e2 bílý dáma · f2 bílý pěšec · g2 bílý pěšec · h2 bílý pěšec · a1 bílý věž · b1 bílý jezdec · c1 bílý střelec · e1 bílý král · f1 bílý střelec · h1 bílý věž | 6 |
| 5 | a8 černý věž · c8 černý střelec · e8 černý král · f8 černý střelec · h8 černý věž · a7 černý pěšec · c7 černý pěšec · d7 černý pěšec · e7 černý dáma · f7 černý pěšec · g7 černý pěšec · h7 černý pěšec · c6 černý pěšec · d5 černý jezdec · e5 bílý pěšec · c4 bílý pěšec · a2 bílý pěšec · b2 bílý pěšec · e2 bílý dáma · f2 bílý pěšec · g2 bílý pěšec · h2 bílý pěšec · a1 bílý věž · b1 bílý jezdec · c1 bílý střelec · e1 bílý král · f1 bílý střelec · h1 bílý věž | a8 černý věž · c8 černý střelec · e8 černý král · f8 černý střelec · h8 černý věž · a7 černý pěšec · c7 černý pěšec · d7 černý pěšec · e7 černý dáma · f7 černý pěšec · g7 černý pěšec · h7 černý pěšec · c6 černý pěšec · d5 černý jezdec · e5 bílý pěšec · c4 bílý pěšec · a2 bílý pěšec · b2 bílý pěšec · e2 bílý dáma · f2 bílý pěšec · g2 bílý pěšec · h2 bílý pěšec · a1 bílý věž · b1 bílý jezdec · c1 bílý střelec · e1 bílý král · f1 bílý střelec · h1 bílý věž | a8 černý věž · c8 černý střelec · e8 černý král · f8 černý střelec · h8 černý věž · a7 černý pěšec · c7 černý pěšec · d7 černý pěšec · e7 černý dáma · f7 černý pěšec · g7 černý pěšec · h7 černý pěšec · c6 černý pěšec · d5 černý jezdec · e5 bílý pěšec · c4 bílý pěšec · a2 bílý pěšec · b2 bílý pěšec · e2 bílý dáma · f2 bílý pěšec · g2 bílý pěšec · h2 bílý pěšec · a1 bílý věž · b1 bílý jezdec · c1 bílý střelec · e1 bílý král · f1 bílý střelec · h1 bílý věž | a8 černý věž · c8 černý střelec · e8 černý král · f8 černý střelec · h8 černý věž · a7 černý pěšec · c7 černý pěšec · d7 černý pěšec · e7 černý dáma · f7 černý pěšec · g7 černý pěšec · h7 černý pěšec · c6 černý pěšec · d5 černý jezdec · e5 bílý pěšec · c4 bílý pěšec · a2 bílý pěšec · b2 bílý pěšec · e2 bílý dáma · f2 bílý pěšec · g2 bílý pěšec · h2 bílý pěšec · a1 bílý věž · b1 bílý jezdec · c1 bílý střelec · e1 bílý král · f1 bílý střelec · h1 bílý věž | a8 černý věž · c8 černý střelec · e8 černý král · f8 černý střelec · h8 černý věž · a7 černý pěšec · c7 černý pěšec · d7 černý pěšec · e7 černý dáma · f7 černý pěšec · g7 černý pěšec · h7 černý pěšec · c6 černý pěšec · d5 černý jezdec · e5 bílý pěšec · c4 bílý pěšec · a2 bílý pěšec · b2 bílý pěšec · e2 bílý dáma · f2 bílý pěšec · g2 bílý pěšec · h2 bílý pěšec · a1 bílý věž · b1 bílý jezdec · c1 bílý střelec · e1 bílý král · f1 bílý střelec · h1 bílý věž | a8 černý věž · c8 černý střelec · e8 černý král · f8 černý střelec · h8 černý věž · a7 černý pěšec · c7 černý pěšec · d7 černý pěšec · e7 černý dáma · f7 černý pěšec · g7 černý pěšec · h7 černý pěšec · c6 černý pěšec · d5 černý jezdec · e5 bílý pěšec · c4 bílý pěšec · a2 bílý pěšec · b2 bílý pěšec · e2 bílý dáma · f2 bílý pěšec · g2 bílý pěšec · h2 bílý pěšec · a1 bílý věž · b1 bílý jezdec · c1 bílý střelec · e1 bílý král · f1 bílý střelec · h1 bílý věž | a8 černý věž · c8 černý střelec · e8 černý král · f8 černý střelec · h8 černý věž · a7 černý pěšec · c7 černý pěšec · d7 černý pěšec · e7 černý dáma · f7 černý pěšec · g7 černý pěšec · h7 černý pěšec · c6 černý pěšec · d5 černý jezdec · e5 bílý pěšec · c4 bílý pěšec · a2 bílý pěšec · b2 bílý pěšec · e2 bílý dáma · f2 bílý pěšec · g2 bílý pěšec · h2 bílý pěšec · a1 bílý věž · b1 bílý jezdec · c1 bílý střelec · e1 bílý král · f1 bílý střelec · h1 bílý věž | a8 černý věž · c8 černý střelec · e8 černý král · f8 černý střelec · h8 černý věž · a7 černý pěšec · c7 černý pěšec · d7 černý pěšec · e7 černý dáma · f7 černý pěšec · g7 černý pěšec · h7 černý pěšec · c6 černý pěšec · d5 černý jezdec · e5 bílý pěšec · c4 bílý pěšec · a2 bílý pěšec · b2 bílý pěšec · e2 bílý dáma · f2 bílý pěšec · g2 bílý pěšec · h2 bílý pěšec · a1 bílý věž · b1 bílý jezdec · c1 bílý střelec · e1 bílý král · f1 bílý střelec · h1 bílý věž | 5 |
| 4 | a8 černý věž · c8 černý střelec · e8 černý král · f8 černý střelec · h8 černý věž · a7 černý pěšec · c7 černý pěšec · d7 černý pěšec · e7 černý dáma · f7 černý pěšec · g7 černý pěšec · h7 černý pěšec · c6 černý pěšec · d5 černý jezdec · e5 bílý pěšec · c4 bílý pěšec · a2 bílý pěšec · b2 bílý pěšec · e2 bílý dáma · f2 bílý pěšec · g2 bílý pěšec · h2 bílý pěšec · a1 bílý věž · b1 bílý jezdec · c1 bílý střelec · e1 bílý král · f1 bílý střelec · h1 bílý věž | a8 černý věž · c8 černý střelec · e8 černý král · f8 černý střelec · h8 černý věž · a7 černý pěšec · c7 černý pěšec · d7 černý pěšec · e7 černý dáma · f7 černý pěšec · g7 černý pěšec · h7 černý pěšec · c6 černý pěšec · d5 černý jezdec · e5 bílý pěšec · c4 bílý pěšec · a2 bílý pěšec · b2 bílý pěšec · e2 bílý dáma · f2 bílý pěšec · g2 bílý pěšec · h2 bílý pěšec · a1 bílý věž · b1 bílý jezdec · c1 bílý střelec · e1 bílý král · f1 bílý střelec · h1 bílý věž | a8 černý věž · c8 černý střelec · e8 černý král · f8 černý střelec · h8 černý věž · a7 černý pěšec · c7 černý pěšec · d7 černý pěšec · e7 černý dáma · f7 černý pěšec · g7 černý pěšec · h7 černý pěšec · c6 černý pěšec · d5 černý jezdec · e5 bílý pěšec · c4 bílý pěšec · a2 bílý pěšec · b2 bílý pěšec · e2 bílý dáma · f2 bílý pěšec · g2 bílý pěšec · h2 bílý pěšec · a1 bílý věž · b1 bílý jezdec · c1 bílý střelec · e1 bílý král · f1 bílý střelec · h1 bílý věž | a8 černý věž · c8 černý střelec · e8 černý král · f8 černý střelec · h8 černý věž · a7 černý pěšec · c7 černý pěšec · d7 černý pěšec · e7 černý dáma · f7 černý pěšec · g7 černý pěšec · h7 černý pěšec · c6 černý pěšec · d5 černý jezdec · e5 bílý pěšec · c4 bílý pěšec · a2 bílý pěšec · b2 bílý pěšec · e2 bílý dáma · f2 bílý pěšec · g2 bílý pěšec · h2 bílý pěšec · a1 bílý věž · b1 bílý jezdec · c1 bílý střelec · e1 bílý král · f1 bílý střelec · h1 bílý věž | a8 černý věž · c8 černý střelec · e8 černý král · f8 černý střelec · h8 černý věž · a7 černý pěšec · c7 černý pěšec · d7 černý pěšec · e7 černý dáma · f7 černý pěšec · g7 černý pěšec · h7 černý pěšec · c6 černý pěšec · d5 černý jezdec · e5 bílý pěšec · c4 bílý pěšec · a2 bílý pěšec · b2 bílý pěšec · e2 bílý dáma · f2 bílý pěšec · g2 bílý pěšec · h2 bílý pěšec · a1 bílý věž · b1 bílý jezdec · c1 bílý střelec · e1 bílý král · f1 bílý střelec · h1 bílý věž | a8 černý věž · c8 černý střelec · e8 černý král · f8 černý střelec · h8 černý věž · a7 černý pěšec · c7 černý pěšec · d7 černý pěšec · e7 černý dáma · f7 černý pěšec · g7 černý pěšec · h7 černý pěšec · c6 černý pěšec · d5 černý jezdec · e5 bílý pěšec · c4 bílý pěšec · a2 bílý pěšec · b2 bílý pěšec · e2 bílý dáma · f2 bílý pěšec · g2 bílý pěšec · h2 bílý pěšec · a1 bílý věž · b1 bílý jezdec · c1 bílý střelec · e1 bílý král · f1 bílý střelec · h1 bílý věž | a8 černý věž · c8 černý střelec · e8 černý král · f8 černý střelec · h8 černý věž · a7 černý pěšec · c7 černý pěšec · d7 černý pěšec · e7 černý dáma · f7 černý pěšec · g7 černý pěšec · h7 černý pěšec · c6 černý pěšec · d5 černý jezdec · e5 bílý pěšec · c4 bílý pěšec · a2 bílý pěšec · b2 bílý pěšec · e2 bílý dáma · f2 bílý pěšec · g2 bílý pěšec · h2 bílý pěšec · a1 bílý věž · b1 bílý jezdec · c1 bílý střelec · e1 bílý král · f1 bílý střelec · h1 bílý věž | a8 černý věž · c8 černý střelec · e8 černý král · f8 černý střelec · h8 černý věž · a7 černý pěšec · c7 černý pěšec · d7 černý pěšec · e7 černý dáma · f7 černý pěšec · g7 černý pěšec · h7 černý pěšec · c6 černý pěšec · d5 černý jezdec · e5 bílý pěšec · c4 bílý pěšec · a2 bílý pěšec · b2 bílý pěšec · e2 bílý dáma · f2 bílý pěšec · g2 bílý pěšec · h2 bílý pěšec · a1 bílý věž · b1 bílý jezdec · c1 bílý střelec · e1 bílý král · f1 bílý střelec · h1 bílý věž | 4 |
| 3 | a8 černý věž · c8 černý střelec · e8 černý král · f8 černý střelec · h8 černý věž · a7 černý pěšec · c7 černý pěšec · d7 černý pěšec · e7 černý dáma · f7 černý pěšec · g7 černý pěšec · h7 černý pěšec · c6 černý pěšec · d5 černý jezdec · e5 bílý pěšec · c4 bílý pěšec · a2 bílý pěšec · b2 bílý pěšec · e2 bílý dáma · f2 bílý pěšec · g2 bílý pěšec · h2 bílý pěšec · a1 bílý věž · b1 bílý jezdec · c1 bílý střelec · e1 bílý král · f1 bílý střelec · h1 bílý věž | a8 černý věž · c8 černý střelec · e8 černý král · f8 černý střelec · h8 černý věž · a7 černý pěšec · c7 černý pěšec · d7 černý pěšec · e7 černý dáma · f7 černý pěšec · g7 černý pěšec · h7 černý pěšec · c6 černý pěšec · d5 černý jezdec · e5 bílý pěšec · c4 bílý pěšec · a2 bílý pěšec · b2 bílý pěšec · e2 bílý dáma · f2 bílý pěšec · g2 bílý pěšec · h2 bílý pěšec · a1 bílý věž · b1 bílý jezdec · c1 bílý střelec · e1 bílý král · f1 bílý střelec · h1 bílý věž | a8 černý věž · c8 černý střelec · e8 černý král · f8 černý střelec · h8 černý věž · a7 černý pěšec · c7 černý pěšec · d7 černý pěšec · e7 černý dáma · f7 černý pěšec · g7 černý pěšec · h7 černý pěšec · c6 černý pěšec · d5 černý jezdec · e5 bílý pěšec · c4 bílý pěšec · a2 bílý pěšec · b2 bílý pěšec · e2 bílý dáma · f2 bílý pěšec · g2 bílý pěšec · h2 bílý pěšec · a1 bílý věž · b1 bílý jezdec · c1 bílý střelec · e1 bílý král · f1 bílý střelec · h1 bílý věž | a8 černý věž · c8 černý střelec · e8 černý král · f8 černý střelec · h8 černý věž · a7 černý pěšec · c7 černý pěšec · d7 černý pěšec · e7 černý dáma · f7 černý pěšec · g7 černý pěšec · h7 černý pěšec · c6 černý pěšec · d5 černý jezdec · e5 bílý pěšec · c4 bílý pěšec · a2 bílý pěšec · b2 bílý pěšec · e2 bílý dáma · f2 bílý pěšec · g2 bílý pěšec · h2 bílý pěšec · a1 bílý věž · b1 bílý jezdec · c1 bílý střelec · e1 bílý král · f1 bílý střelec · h1 bílý věž | a8 černý věž · c8 černý střelec · e8 černý král · f8 černý střelec · h8 černý věž · a7 černý pěšec · c7 černý pěšec · d7 černý pěšec · e7 černý dáma · f7 černý pěšec · g7 černý pěšec · h7 černý pěšec · c6 černý pěšec · d5 černý jezdec · e5 bílý pěšec · c4 bílý pěšec · a2 bílý pěšec · b2 bílý pěšec · e2 bílý dáma · f2 bílý pěšec · g2 bílý pěšec · h2 bílý pěšec · a1 bílý věž · b1 bílý jezdec · c1 bílý střelec · e1 bílý král · f1 bílý střelec · h1 bílý věž | a8 černý věž · c8 černý střelec · e8 černý král · f8 černý střelec · h8 černý věž · a7 černý pěšec · c7 černý pěšec · d7 černý pěšec · e7 černý dáma · f7 černý pěšec · g7 černý pěšec · h7 černý pěšec · c6 černý pěšec · d5 černý jezdec · e5 bílý pěšec · c4 bílý pěšec · a2 bílý pěšec · b2 bílý pěšec · e2 bílý dáma · f2 bílý pěšec · g2 bílý pěšec · h2 bílý pěšec · a1 bílý věž · b1 bílý jezdec · c1 bílý střelec · e1 bílý král · f1 bílý střelec · h1 bílý věž | a8 černý věž · c8 černý střelec · e8 černý král · f8 černý střelec · h8 černý věž · a7 černý pěšec · c7 černý pěšec · d7 černý pěšec · e7 černý dáma · f7 černý pěšec · g7 černý pěšec · h7 černý pěšec · c6 černý pěšec · d5 černý jezdec · e5 bílý pěšec · c4 bílý pěšec · a2 bílý pěšec · b2 bílý pěšec · e2 bílý dáma · f2 bílý pěšec · g2 bílý pěšec · h2 bílý pěšec · a1 bílý věž · b1 bílý jezdec · c1 bílý střelec · e1 bílý král · f1 bílý střelec · h1 bílý věž | a8 černý věž · c8 černý střelec · e8 černý král · f8 černý střelec · h8 černý věž · a7 černý pěšec · c7 černý pěšec · d7 černý pěšec · e7 černý dáma · f7 černý pěšec · g7 černý pěšec · h7 černý pěšec · c6 černý pěšec · d5 černý jezdec · e5 bílý pěšec · c4 bílý pěšec · a2 bílý pěšec · b2 bílý pěšec · e2 bílý dáma · f2 bílý pěšec · g2 bílý pěšec · h2 bílý pěšec · a1 bílý věž · b1 bílý jezdec · c1 bílý střelec · e1 bílý král · f1 bílý střelec · h1 bílý věž | 3 |
| 2 | a8 černý věž · c8 černý střelec · e8 černý král · f8 černý střelec · h8 černý věž · a7 černý pěšec · c7 černý pěšec · d7 černý pěšec · e7 černý dáma · f7 černý pěšec · g7 černý pěšec · h7 černý pěšec · c6 černý pěšec · d5 černý jezdec · e5 bílý pěšec · c4 bílý pěšec · a2 bílý pěšec · b2 bílý pěšec · e2 bílý dáma · f2 bílý pěšec · g2 bílý pěšec · h2 bílý pěšec · a1 bílý věž · b1 bílý jezdec · c1 bílý střelec · e1 bílý král · f1 bílý střelec · h1 bílý věž | a8 černý věž · c8 černý střelec · e8 černý král · f8 černý střelec · h8 černý věž · a7 černý pěšec · c7 černý pěšec · d7 černý pěšec · e7 černý dáma · f7 černý pěšec · g7 černý pěšec · h7 černý pěšec · c6 černý pěšec · d5 černý jezdec · e5 bílý pěšec · c4 bílý pěšec · a2 bílý pěšec · b2 bílý pěšec · e2 bílý dáma · f2 bílý pěšec · g2 bílý pěšec · h2 bílý pěšec · a1 bílý věž · b1 bílý jezdec · c1 bílý střelec · e1 bílý král · f1 bílý střelec · h1 bílý věž | a8 černý věž · c8 černý střelec · e8 černý král · f8 černý střelec · h8 černý věž · a7 černý pěšec · c7 černý pěšec · d7 černý pěšec · e7 černý dáma · f7 černý pěšec · g7 černý pěšec · h7 černý pěšec · c6 černý pěšec · d5 černý jezdec · e5 bílý pěšec · c4 bílý pěšec · a2 bílý pěšec · b2 bílý pěšec · e2 bílý dáma · f2 bílý pěšec · g2 bílý pěšec · h2 bílý pěšec · a1 bílý věž · b1 bílý jezdec · c1 bílý střelec · e1 bílý král · f1 bílý střelec · h1 bílý věž | a8 černý věž · c8 černý střelec · e8 černý král · f8 černý střelec · h8 černý věž · a7 černý pěšec · c7 černý pěšec · d7 černý pěšec · e7 černý dáma · f7 černý pěšec · g7 černý pěšec · h7 černý pěšec · c6 černý pěšec · d5 černý jezdec · e5 bílý pěšec · c4 bílý pěšec · a2 bílý pěšec · b2 bílý pěšec · e2 bílý dáma · f2 bílý pěšec · g2 bílý pěšec · h2 bílý pěšec · a1 bílý věž · b1 bílý jezdec · c1 bílý střelec · e1 bílý král · f1 bílý střelec · h1 bílý věž | a8 černý věž · c8 černý střelec · e8 černý král · f8 černý střelec · h8 černý věž · a7 černý pěšec · c7 černý pěšec · d7 černý pěšec · e7 černý dáma · f7 černý pěšec · g7 černý pěšec · h7 černý pěšec · c6 černý pěšec · d5 černý jezdec · e5 bílý pěšec · c4 bílý pěšec · a2 bílý pěšec · b2 bílý pěšec · e2 bílý dáma · f2 bílý pěšec · g2 bílý pěšec · h2 bílý pěšec · a1 bílý věž · b1 bílý jezdec · c1 bílý střelec · e1 bílý král · f1 bílý střelec · h1 bílý věž | a8 černý věž · c8 černý střelec · e8 černý král · f8 černý střelec · h8 černý věž · a7 černý pěšec · c7 černý pěšec · d7 černý pěšec · e7 černý dáma · f7 černý pěšec · g7 černý pěšec · h7 černý pěšec · c6 černý pěšec · d5 černý jezdec · e5 bílý pěšec · c4 bílý pěšec · a2 bílý pěšec · b2 bílý pěšec · e2 bílý dáma · f2 bílý pěšec · g2 bílý pěšec · h2 bílý pěšec · a1 bílý věž · b1 bílý jezdec · c1 bílý střelec · e1 bílý král · f1 bílý střelec · h1 bílý věž | a8 černý věž · c8 černý střelec · e8 černý král · f8 černý střelec · h8 černý věž · a7 černý pěšec · c7 černý pěšec · d7 černý pěšec · e7 černý dáma · f7 černý pěšec · g7 černý pěšec · h7 černý pěšec · c6 černý pěšec · d5 černý jezdec · e5 bílý pěšec · c4 bílý pěšec · a2 bílý pěšec · b2 bílý pěšec · e2 bílý dáma · f2 bílý pěšec · g2 bílý pěšec · h2 bílý pěšec · a1 bílý věž · b1 bílý jezdec · c1 bílý střelec · e1 bílý král · f1 bílý střelec · h1 bílý věž | a8 černý věž · c8 černý střelec · e8 černý král · f8 černý střelec · h8 černý věž · a7 černý pěšec · c7 černý pěšec · d7 černý pěšec · e7 černý dáma · f7 černý pěšec · g7 černý pěšec · h7 černý pěšec · c6 černý pěšec · d5 černý jezdec · e5 bílý pěšec · c4 bílý pěšec · a2 bílý pěšec · b2 bílý pěšec · e2 bílý dáma · f2 bílý pěšec · g2 bílý pěšec · h2 bílý pěšec · a1 bílý věž · b1 bílý jezdec · c1 bílý střelec · e1 bílý král · f1 bílý střelec · h1 bílý věž | 2 |
| 1 | a8 černý věž · c8 černý střelec · e8 černý král · f8 černý střelec · h8 černý věž · a7 černý pěšec · c7 černý pěšec · d7 černý pěšec · e7 černý dáma · f7 černý pěšec · g7 černý pěšec · h7 černý pěšec · c6 černý pěšec · d5 černý jezdec · e5 bílý pěšec · c4 bílý pěšec · a2 bílý pěšec · b2 bílý pěšec · e2 bílý dáma · f2 bílý pěšec · g2 bílý pěšec · h2 bílý pěšec · a1 bílý věž · b1 bílý jezdec · c1 bílý střelec · e1 bílý král · f1 bílý střelec · h1 bílý věž | a8 černý věž · c8 černý střelec · e8 černý král · f8 černý střelec · h8 černý věž · a7 černý pěšec · c7 černý pěšec · d7 černý pěšec · e7 černý dáma · f7 černý pěšec · g7 černý pěšec · h7 černý pěšec · c6 černý pěšec · d5 černý jezdec · e5 bílý pěšec · c4 bílý pěšec · a2 bílý pěšec · b2 bílý pěšec · e2 bílý dáma · f2 bílý pěšec · g2 bílý pěšec · h2 bílý pěšec · a1 bílý věž · b1 bílý jezdec · c1 bílý střelec · e1 bílý král · f1 bílý střelec · h1 bílý věž | a8 černý věž · c8 černý střelec · e8 černý král · f8 černý střelec · h8 černý věž · a7 černý pěšec · c7 černý pěšec · d7 černý pěšec · e7 černý dáma · f7 černý pěšec · g7 černý pěšec · h7 černý pěšec · c6 černý pěšec · d5 černý jezdec · e5 bílý pěšec · c4 bílý pěšec · a2 bílý pěšec · b2 bílý pěšec · e2 bílý dáma · f2 bílý pěšec · g2 bílý pěšec · h2 bílý pěšec · a1 bílý věž · b1 bílý jezdec · c1 bílý střelec · e1 bílý král · f1 bílý střelec · h1 bílý věž | a8 černý věž · c8 černý střelec · e8 černý král · f8 černý střelec · h8 černý věž · a7 černý pěšec · c7 černý pěšec · d7 černý pěšec · e7 černý dáma · f7 černý pěšec · g7 černý pěšec · h7 černý pěšec · c6 černý pěšec · d5 černý jezdec · e5 bílý pěšec · c4 bílý pěšec · a2 bílý pěšec · b2 bílý pěšec · e2 bílý dáma · f2 bílý pěšec · g2 bílý pěšec · h2 bílý pěšec · a1 bílý věž · b1 bílý jezdec · c1 bílý střelec · e1 bílý král · f1 bílý střelec · h1 bílý věž | a8 černý věž · c8 černý střelec · e8 černý král · f8 černý střelec · h8 černý věž · a7 černý pěšec · c7 černý pěšec · d7 černý pěšec · e7 černý dáma · f7 černý pěšec · g7 černý pěšec · h7 černý pěšec · c6 černý pěšec · d5 černý jezdec · e5 bílý pěšec · c4 bílý pěšec · a2 bílý pěšec · b2 bílý pěšec · e2 bílý dáma · f2 bílý pěšec · g2 bílý pěšec · h2 bílý pěšec · a1 bílý věž · b1 bílý jezdec · c1 bílý střelec · e1 bílý král · f1 bílý střelec · h1 bílý věž | a8 černý věž · c8 černý střelec · e8 černý král · f8 černý střelec · h8 černý věž · a7 černý pěšec · c7 černý pěšec · d7 černý pěšec · e7 černý dáma · f7 černý pěšec · g7 černý pěšec · h7 černý pěšec · c6 černý pěšec · d5 černý jezdec · e5 bílý pěšec · c4 bílý pěšec · a2 bílý pěšec · b2 bílý pěšec · e2 bílý dáma · f2 bílý pěšec · g2 bílý pěšec · h2 bílý pěšec · a1 bílý věž · b1 bílý jezdec · c1 bílý střelec · e1 bílý král · f1 bílý střelec · h1 bílý věž | a8 černý věž · c8 černý střelec · e8 černý král · f8 černý střelec · h8 černý věž · a7 černý pěšec · c7 černý pěšec · d7 černý pěšec · e7 černý dáma · f7 černý pěšec · g7 černý pěšec · h7 černý pěšec · c6 černý pěšec · d5 černý jezdec · e5 bílý pěšec · c4 bílý pěšec · a2 bílý pěšec · b2 bílý pěšec · e2 bílý dáma · f2 bílý pěšec · g2 bílý pěšec · h2 bílý pěšec · a1 bílý věž · b1 bílý jezdec · c1 bílý střelec · e1 bílý král · f1 bílý střelec · h1 bílý věž | a8 černý věž · c8 černý střelec · e8 černý král · f8 černý střelec · h8 černý věž · a7 černý pěšec · c7 černý pěšec · d7 černý pěšec · e7 černý dáma · f7 černý pěšec · g7 černý pěšec · h7 černý pěšec · c6 černý pěšec · d5 černý jezdec · e5 bílý pěšec · c4 bílý pěšec · a2 bílý pěšec · b2 bílý pěšec · e2 bílý dáma · f2 bílý pěšec · g2 bílý pěšec · h2 bílý pěšec · a1 bílý věž · b1 bílý jezdec · c1 bílý střelec · e1 bílý král · f1 bílý střelec · h1 bílý věž | 1 |
|   | a | b | c | d | e | f | g | h |   |

1. e4 e5 2. Jf3 Jc6 3. d4 exd4 4. Jxd4 Jf6 5. Jxc6 (5. Jc3 – Hra čtyř jezdců) 5… bxc6 6. e5! De7! 7. De2 Jd5
- 8. Jd2 s nejasnou hrou 8… g6 8. c4 Sa6 – 8. c4
- 8. c4 je hlavní pokračování
  - 8… Db4+ 9. Jd2 Jf4 9. De3 nebo 9. De4
  - 8… Jb6
    - 9. Jc3
    - 9. Jd2

  - 8… Sa6 9. b3
    - 9… 0-0-0 10. g3
    - 9… g5 10. g3 Sg7 11. Sb2 0-0-0
    - 9… g6
      - 10. g3 Sg7 11. Sb2
      - 10. f4 s nejasnou hrou